# Couze-et-Saint-Front
Couze-et-Saint-Front ist eine französische Gemeinde mit 715 Einwohnern (Stand 1. Januar 2022) im Département Dordogne in der Region Nouvelle-Aquitaine (vor 2016: Aquitanien). Die Gemeinde gehört zum Arrondissement Bergerac und zum Kanton Lalinde.
Der Name lautet in der okzitanischen Sprache Cosa e Sent Front. Der erste Teil des Namens weist auf den Fluss Couze hin, der die Gemeinde durchquert und dessen Name vermutlich auf das urkeltische „°kus“ (deutsch (Wild-) Wasser) zurückgeht. Der zweite Teil bezeichnet die Fronto von Périgueux geweihte Kapelle im östlichen Teil des Gebiets der Gemeinde.
Die Einwohner werden Couzots und Couzotes genannt.

## Geographie
Couze-et-Saint-Front liegt ca. 18 km östlich von Bergerac in der Region Bergeracois der historischen Provinz Périgord.

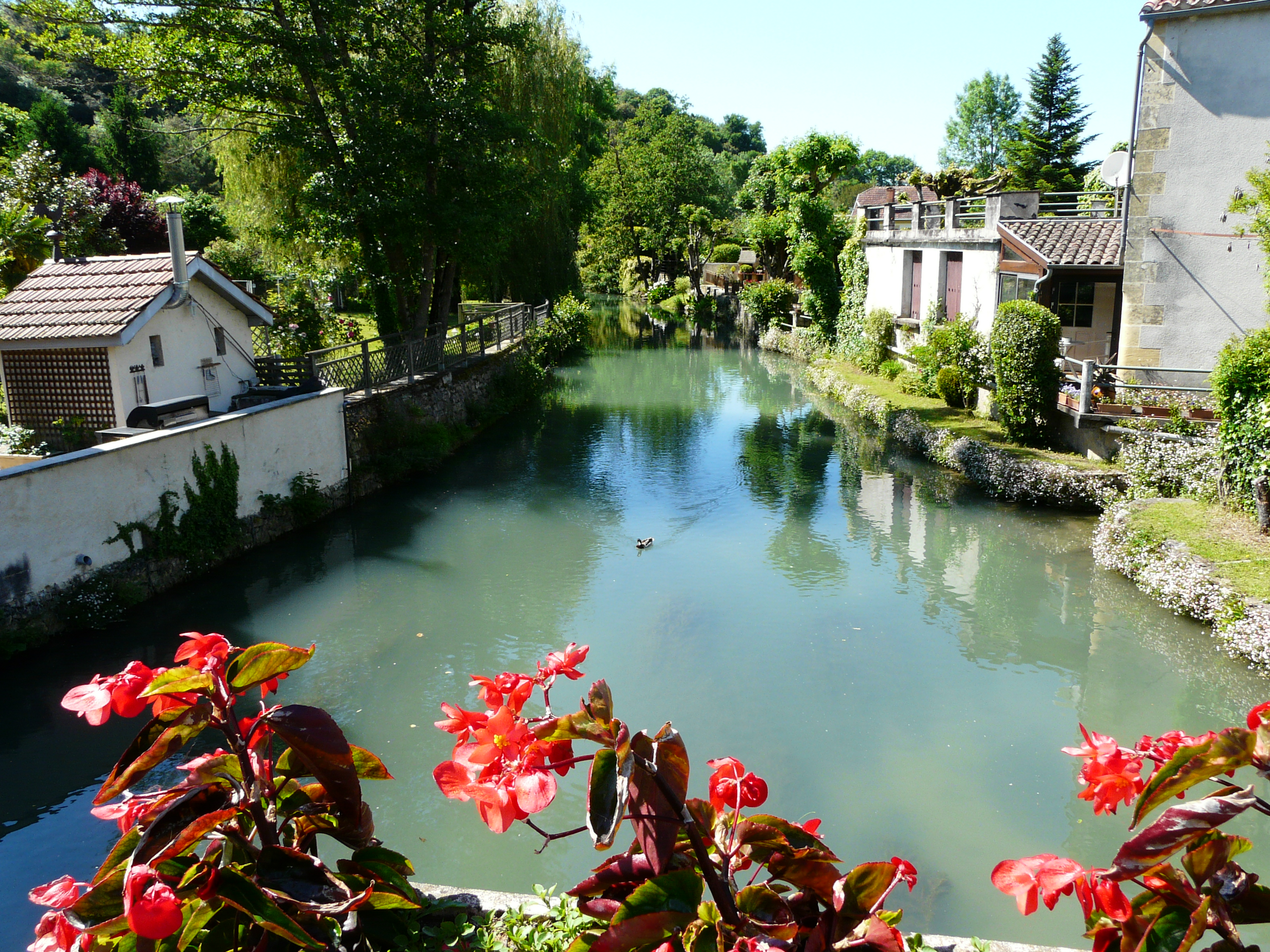
Blick auf den Fluss Couze

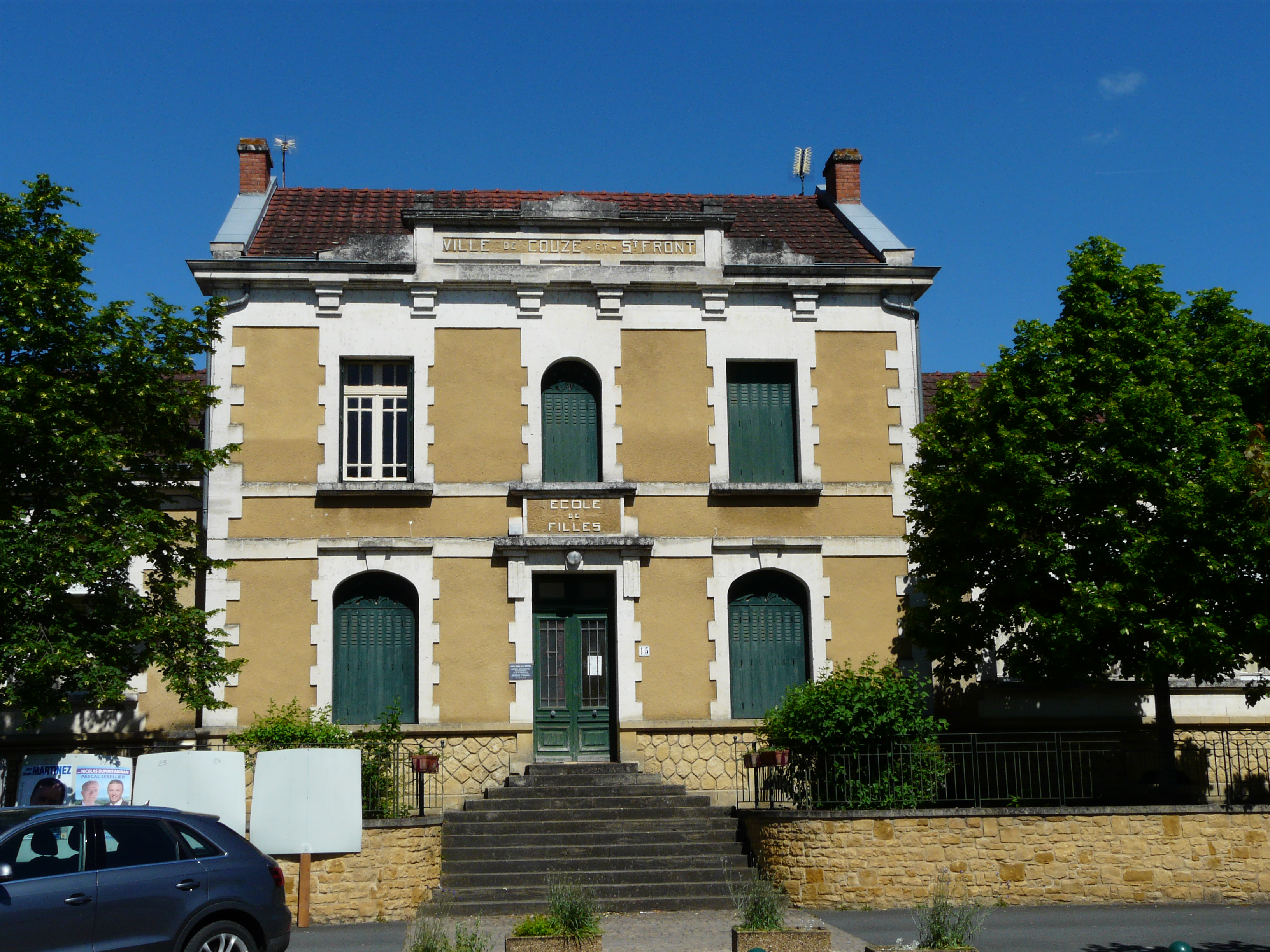
Ehemaliges Schulgebäude

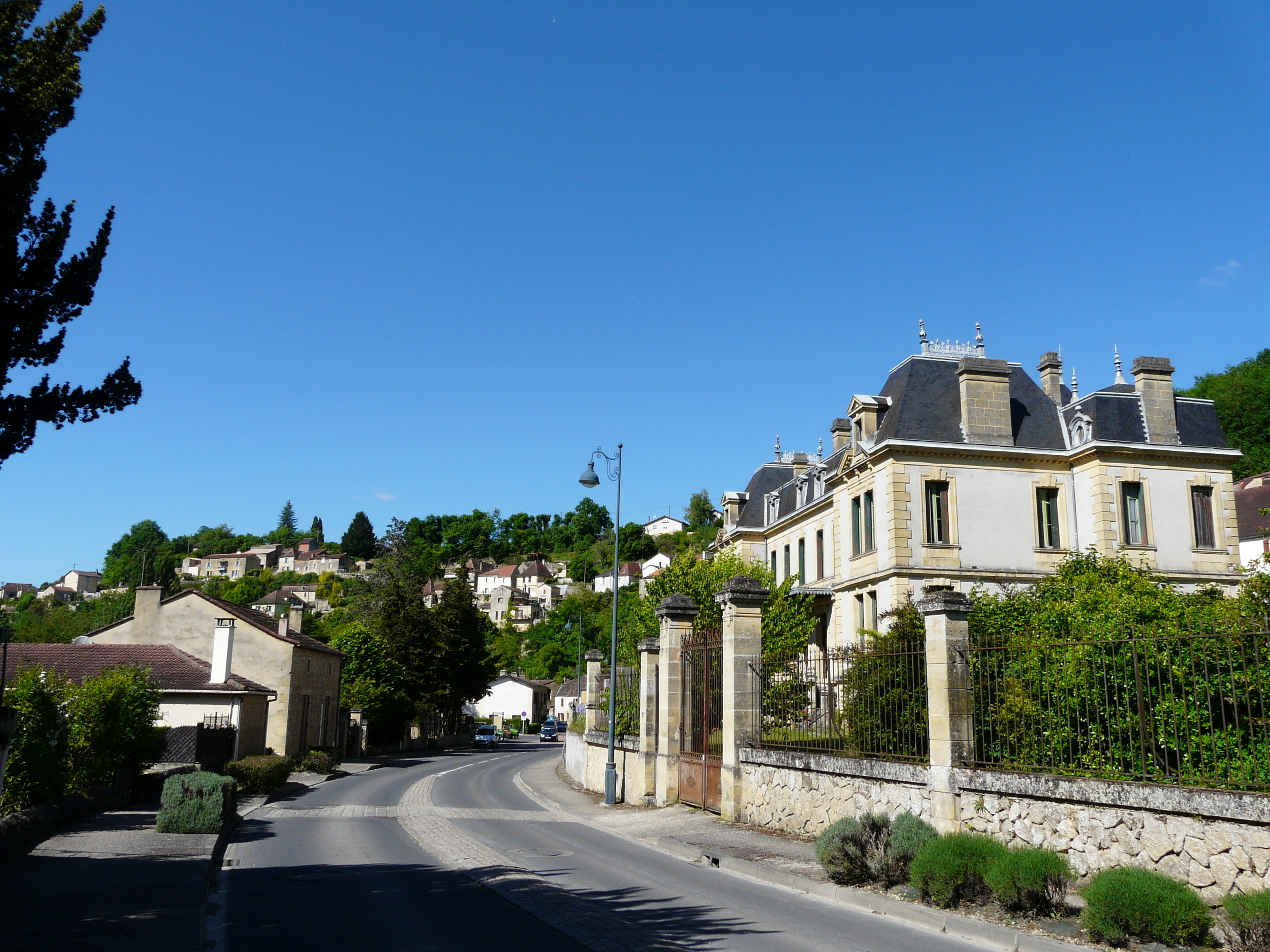
Blick auf Couze-et-Saint-Front

Umgeben wird Couze-et-Saint-Front von den Nachbargemeinden:
| Baneuil           | Lalinde                                     |          |
| Varennes Lanquais | Kompassrose, die auf Nachbargemeinden zeigt | Pontours |
|                   | Bayac                                       |          |

Couze-et-Saint-Front liegt am linken Ufer und damit im Einzugsgebiet des Flusses Dordogne. Der Fluss Couze ist einer seiner Nebenflüsse und mündet in die Dordogne im nördlichen Teil der Gemeinde.

## Geschichte
Das Dorf hat vermutlich vorkeltische Ursprünge. Eine Ausgrabung mit dem Namen fauteuil des rois (deutsch Fauteuil der Könige) befindet sich an der Steilwand des Flussufers. Im Mittelalter wurde die Gemeinde von einer Burg überragt, dessen Seigneur die Region erpresste und ausplünderte. Laut Vicomte de Gourgues befand sich ein Priorat in Couze, das der Abtei Charroux unterstand. Im Jahre 1448 machte der Sire von Lanquais Couze und ihrer Burg dem Erdboden gleich und beendete das Unwesen des Seigneurs von Couze. Aufgrund der hohen Reinheit des Flusses Couze und seiner hohen Durchflussgeschwindigkeit etablierten sich ab dem 15. Jahrhundert Papiermühlen und brachten Couze ein gewisses Renommee. Gleichzeitig wurde ein Hafen gebaut, um das Papier nach Bergerac und Bordeaux mit dem Flussschiff zu transportieren. Ein Bodenregister von 1530 führte neun Mühlen auf, die bis zum 19. Jahrhundert in Betrieb waren. Sie standen nicht exklusiv für die Papierherstellung zur Verfügung, denn sie mahlten auch Weizen. Im 17. und 18. Jahrhundert war Couze eines der größten Zentren der Papierherstellung mit dreizehn Mühlen. In der ersten Hälfte bekam die manuelle Papierproduktion eine Konkurrenz durch mechanische Werkstätten. Ab 1873 spezialisierte sich deshalb die Herstellung auf Filterpapier für die chemische Industrie. Nach den ökonomischen Schwierigkeiten in der ersten Hälfte des 20. Jahrhunderts wurde die Papierherstellung am Ende des Jahrhunderts wiederbelebt. 1829 haben sich die Gemeinden Couze und Saint-Front zur Gemeinde Couze-et-Saint-Front zusammengeschlossen.
Auf der Anhöhe mit der Kirche von Saint-Front ist der Boden rechts neben dem Eingang von einer außergewöhnlich hohen Mange von Schlacke bedeckt, die bei der Gewinnung von Eisen während der Antike entstand.

### Toponymie
Toponyme und Erwähnungen von Couze waren:
- Coza (1117, Collection de l’abbé de Lespine),
- Cosa (1210, Kopialbuch der Abtei Cadouin),
- Prooratus Sancti Stephani de Cosia, vulgo de Coze, ord. Saint—Bénéd. (1471, Register der Abtei Charroux),
- Cousa (1474, Collection de l’abbé de Lespine),
- Chosa (16. Jahrhundert),
- Couze (1750 und 1793, Karte von Cassini bzw. Notice Communale),
- Couse (1801, Bulletin des Lois).[6][8][9]

Toponyme und Erwähnungen von Saint-Front waren:
- Sanctus Fronto al corols (1276, Domkapitel der Kathedrale von Périgueux),
- Sanctus Fronto super flumine de Dordonia (1289, Rôles gascons),
- Sanctus Fronto de Corolio propre Lindiam,
- Saint-Fronto de Corols (1471, Register des Erzbistums Bordeaux),
- Saint Front de Colors (1471),
- Saint Front de Colloreis (1742, Notare von Lanquais),
- Saint Front (1750, Karte von Cassini),
- Front de Coulouvre (1793, Notice Communale),
- Front (1801, Bulletin des Lois).[7][8][10]

### Einwohnerentwicklung
Nach Beginn der Aufzeichnungen stieg die Einwohnerzahl in der ersten Hälfte des 19. Jahrhunderts auf einen Höchststand von rund 1045. In der Folgezeit schwankte die Größe der Gemeinde im Wesentlichen zwischen 800 und 930, bis in den 1980er Jahren ein Abwärtstrend einsetzte, der heute noch anhält.
| Jahr      | 1962 | 1968 | 1975 | 1982 | 1990 | 1999 | 2006 | 2010 | 2022 |
| --------- | ---- | ---- | ---- | ---- | ---- | ---- | ---- | ---- | ---- |
| Einwohner | 885  | 876  | 921  | 831  | 781  | 759  | 773  | 765  | 715  |

## Sehenswürdigkeiten

### PfarrkircheSaint-Étienne

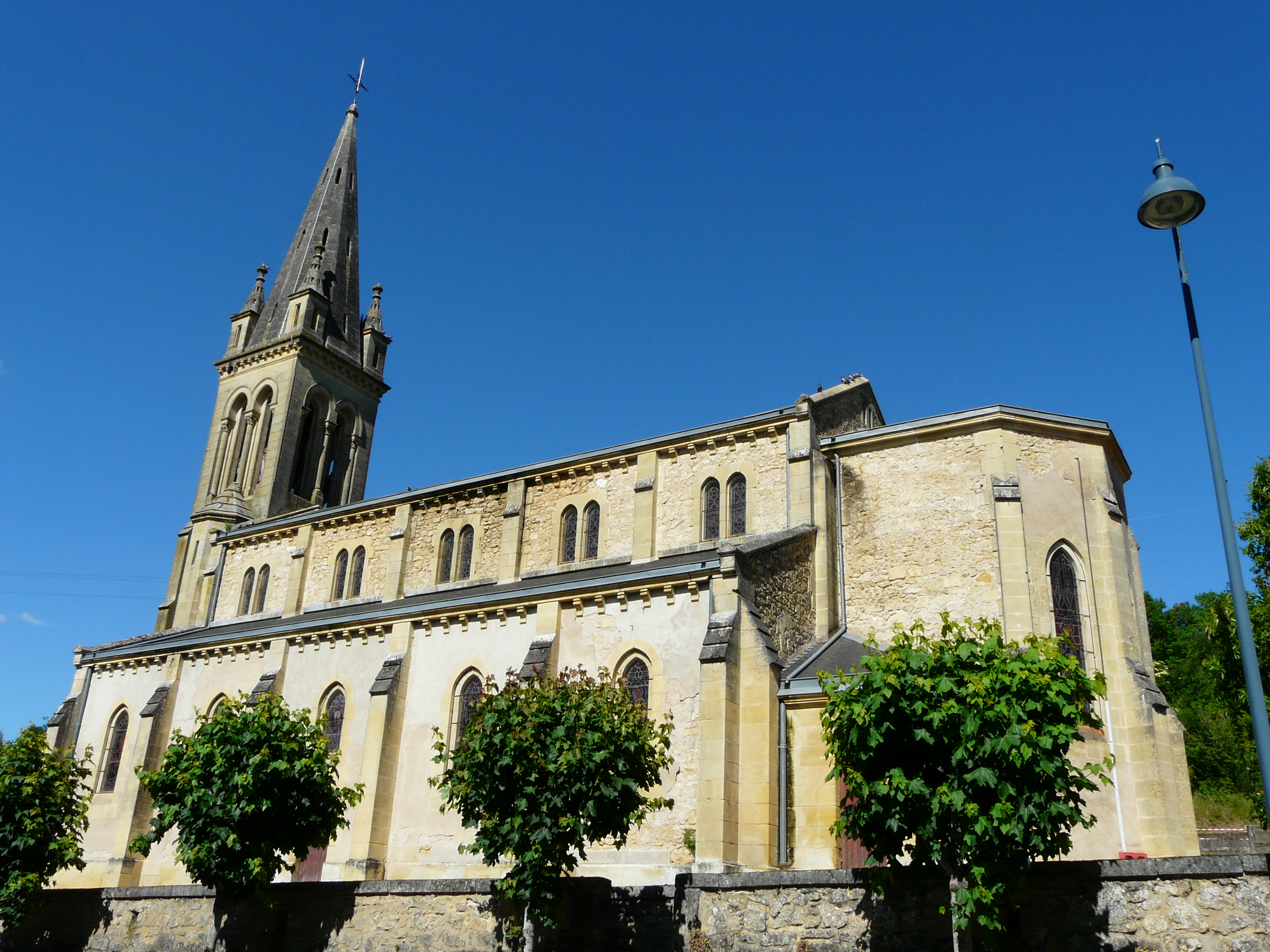
Pfarrkirche Saint-Étienne

Die dem Schutzpatron der Gemeinde geweihte Kirche wurde gegen 1895 aus Werksteinen erbaut. Das dreischiffige Langhaus ist mit einem Kreuzrippengewölbe gedeckt. Fünfzehn Glasfenster sind Werke des Glasmalers Perrier aus Périgueux und entstanden in der gleichen Zeit wie die Errichtung der Kirche. Jedes Fenster trägt neben der Signatur des Glasmalers den Namen des jeweiligen Spenders.
Sie zeigen in den Lanzetten der spitzbogenförmigen Fenster folgende Motive und biblische Personen:
- den guten Hirten,
- die Unbefleckte Empfängnis,
- den heiligen Stephanus als Diakon,
- den heiligen Franz von Assisi,
- den Apostel Petrus
- Johannes den Täufer,
- die heilige Klara von Assisi,
- die heilige Elisabeth von Thüringen,
- die heilige Johanna Franziska von Chantal,
- die heilige Katharina von Alexandrien,
- der heilige Honorius,
- der heilige Karl Borromäus und
- Ludwig IX., genannt der Heilige.[13][14]

Pfarrkirche Saint-Étienne
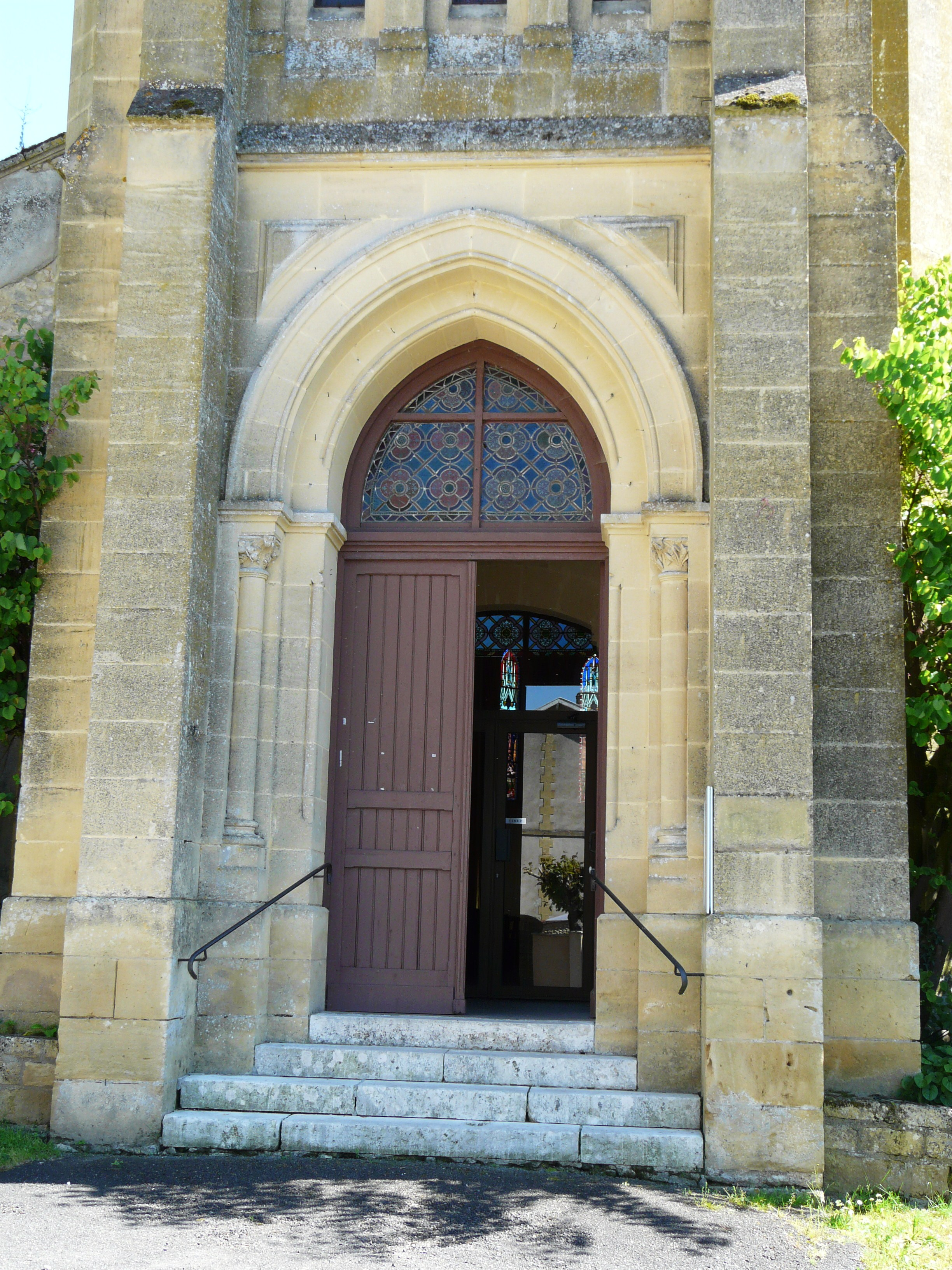
Eingangsportal
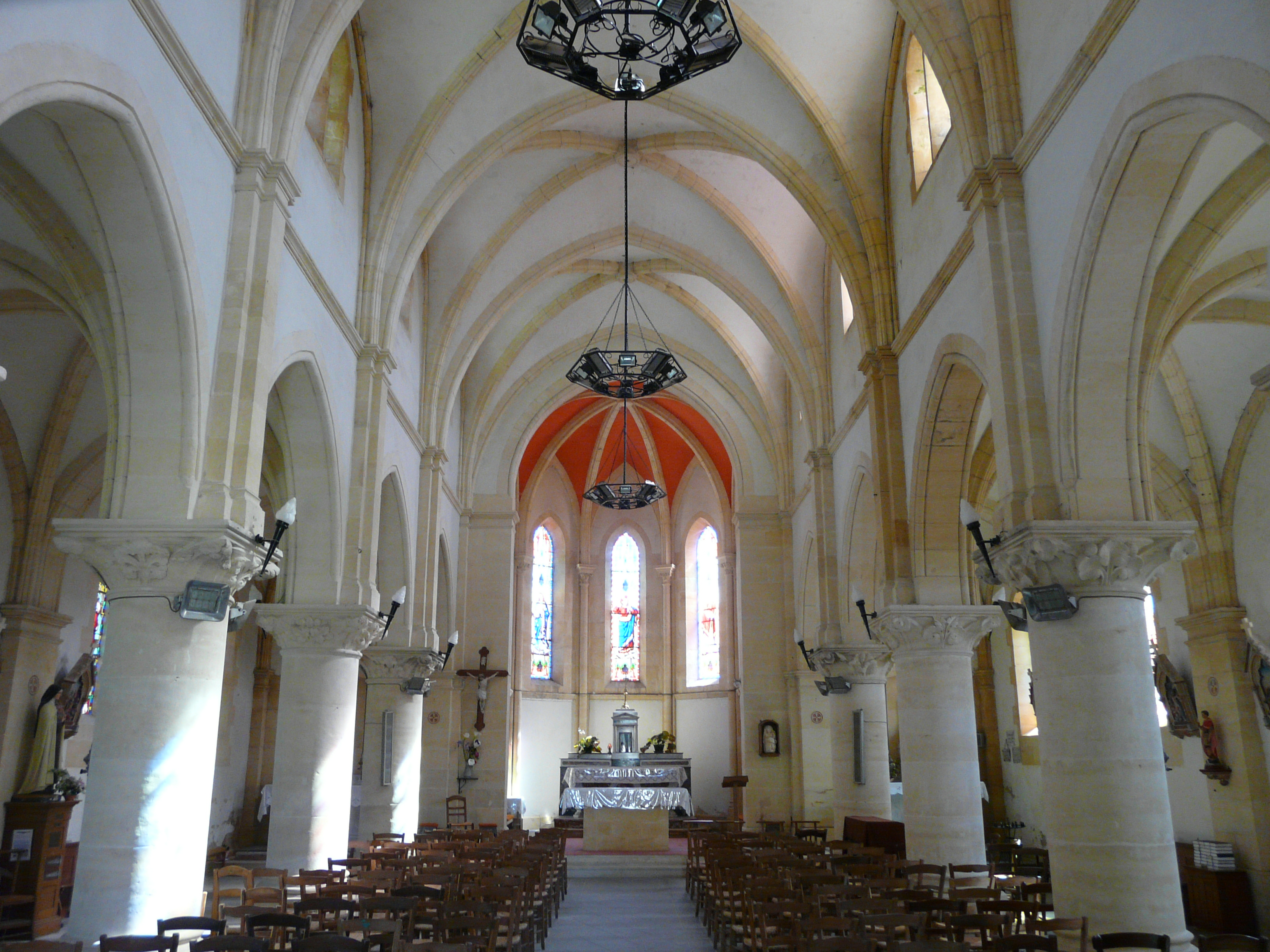
Langhaus mit Blick auf den Chor
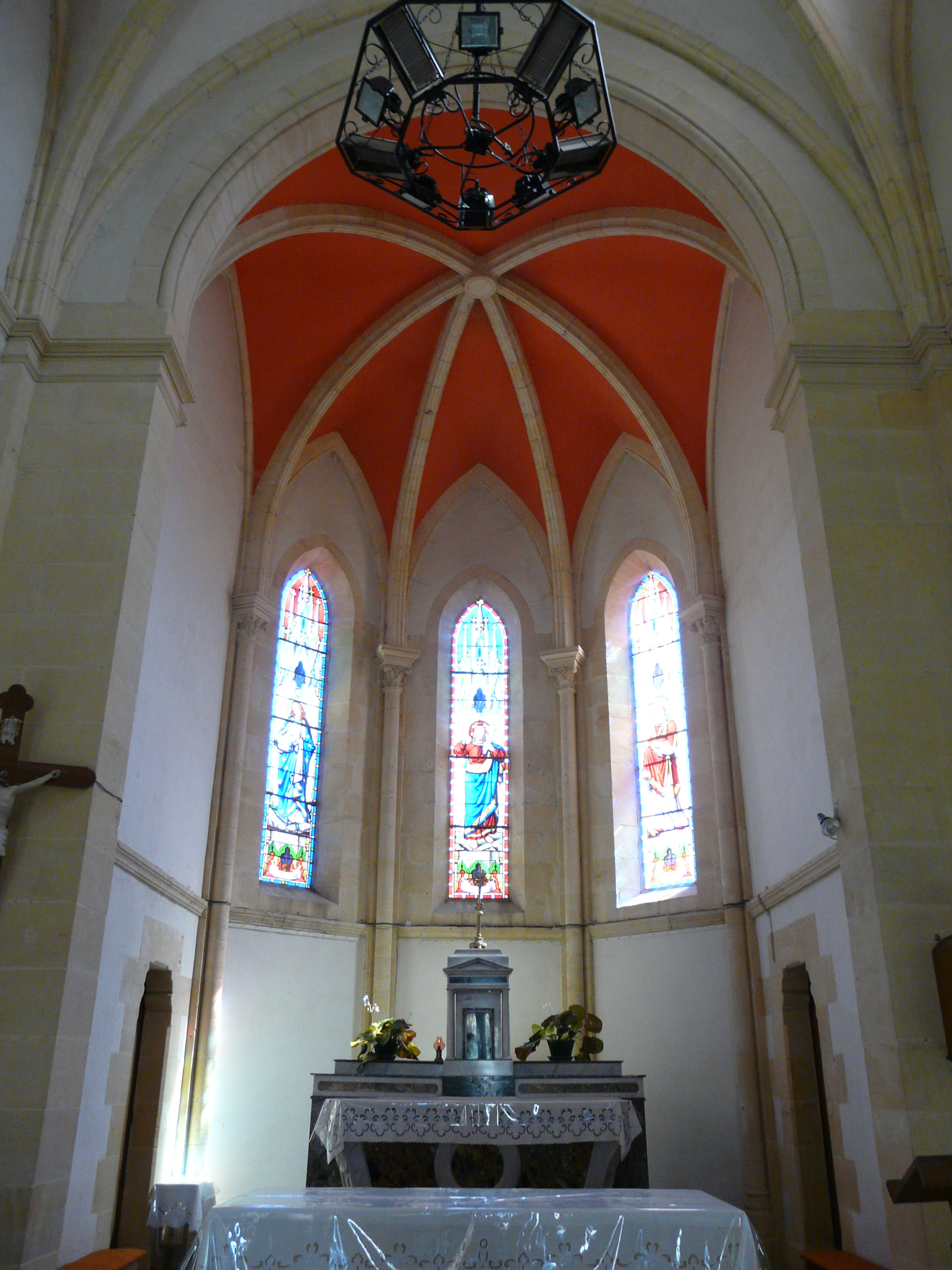
Chor
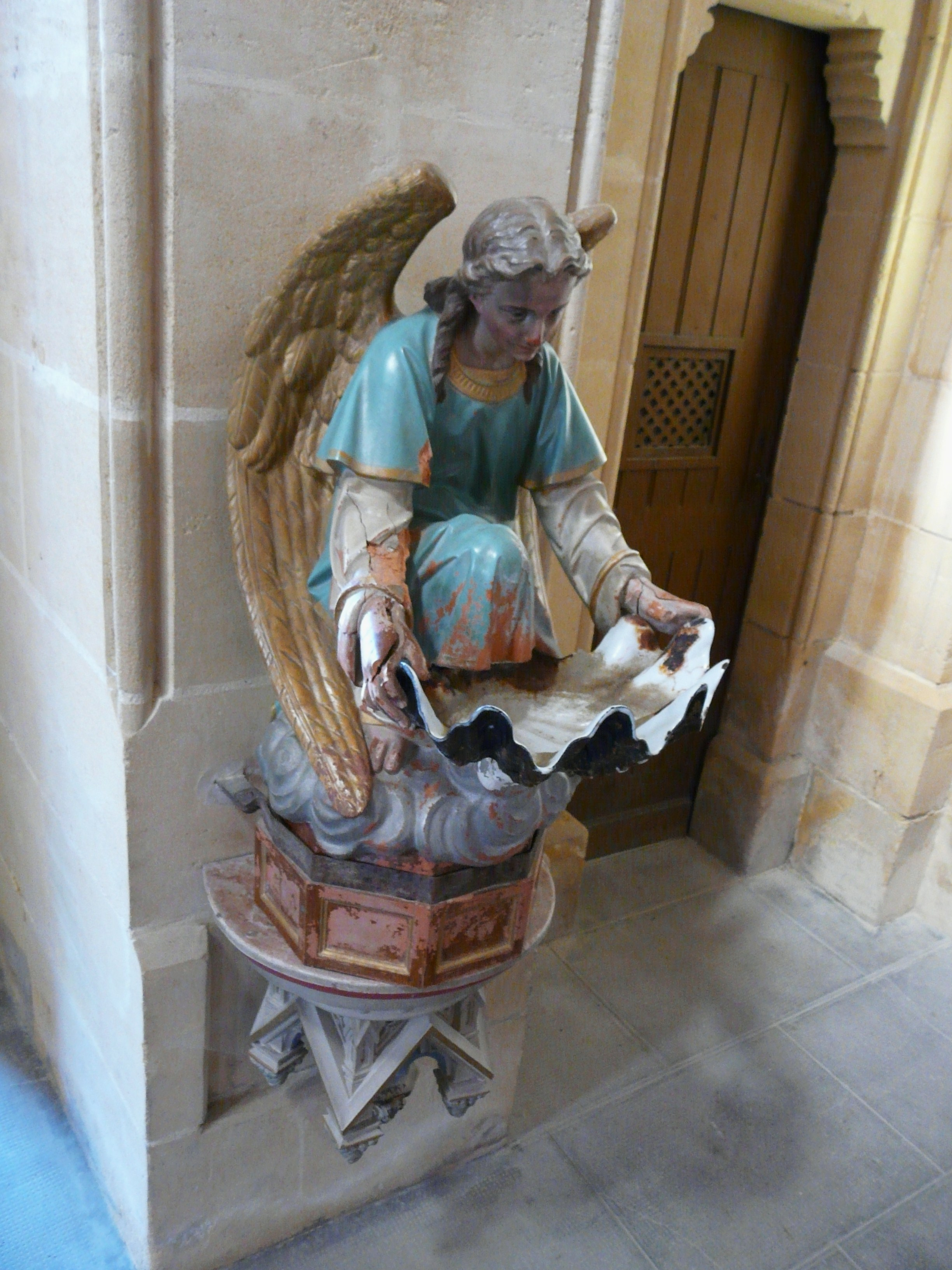
Weihwasserbecken
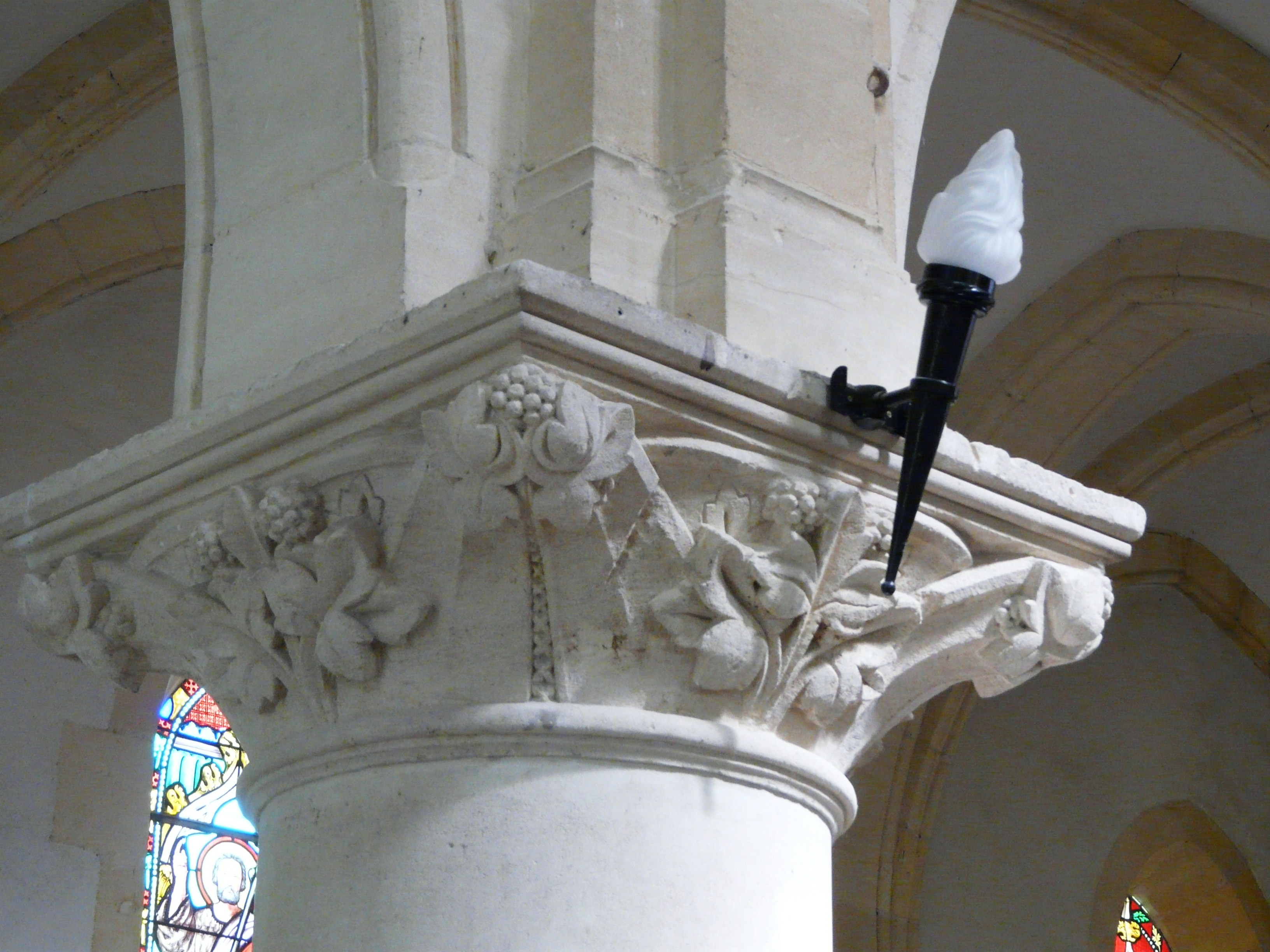
Kapitell
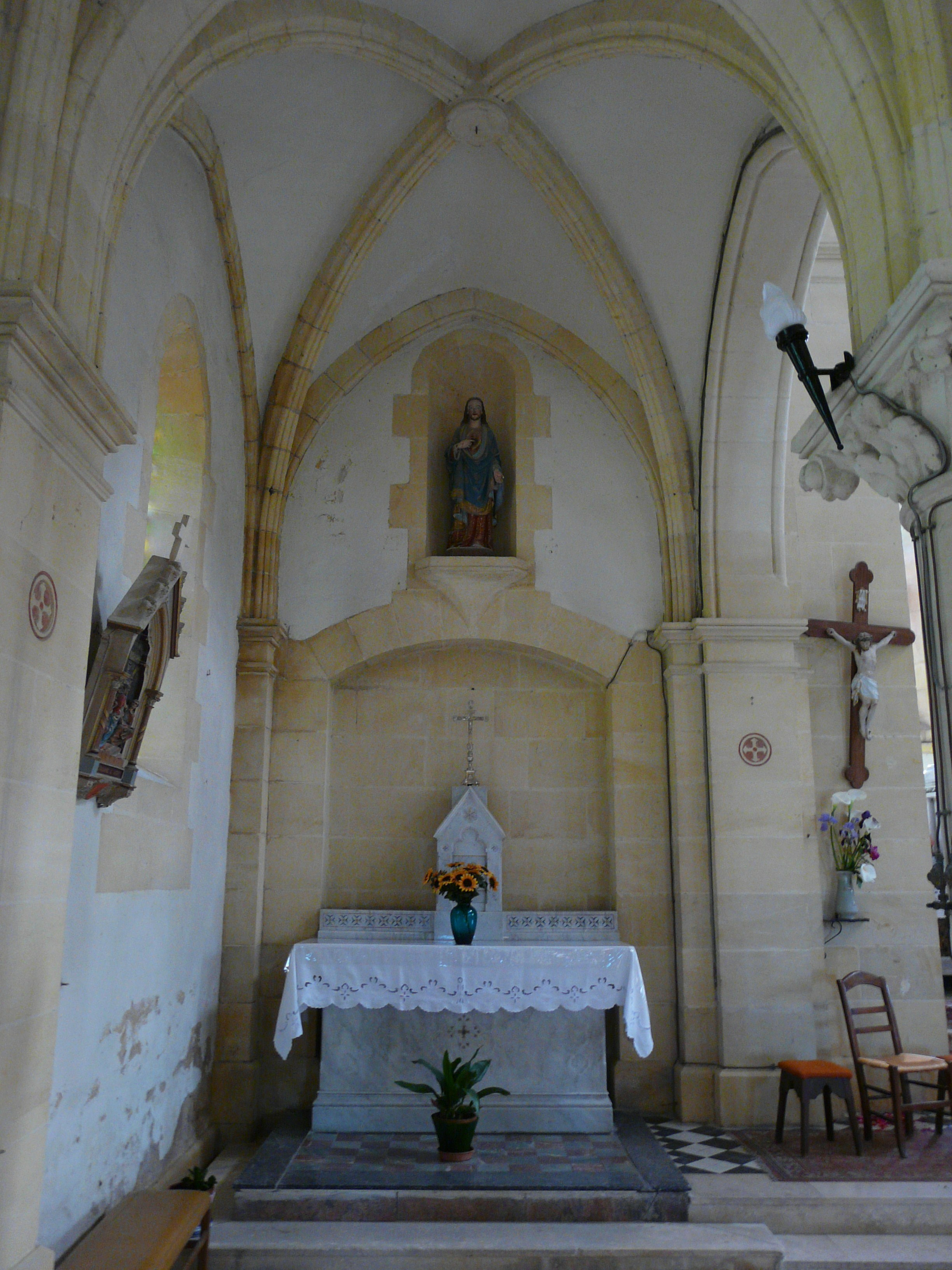
Östliches Seitenschiff mit Nebenaltar
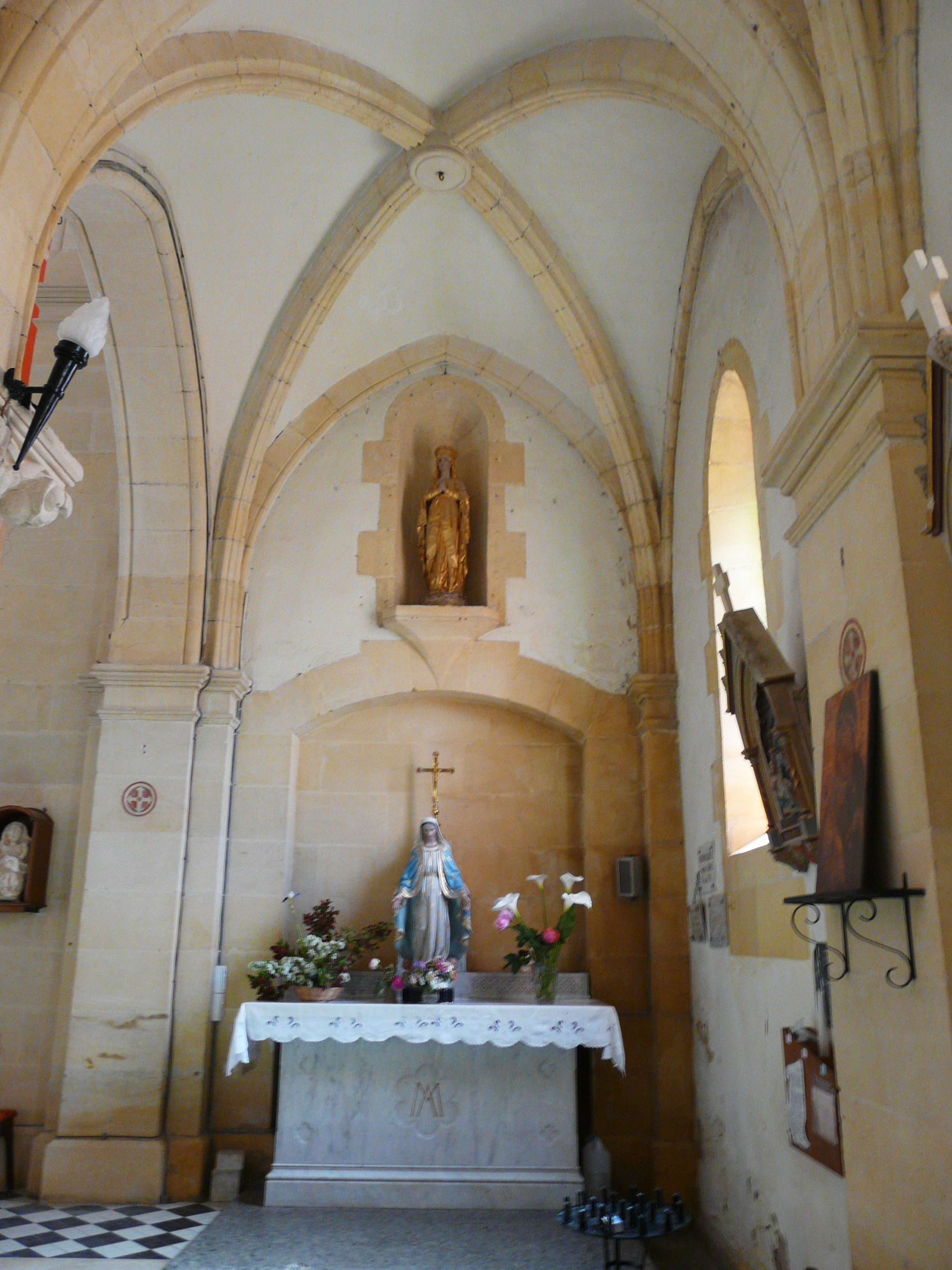
Westliches Seitenschiff mit Nebenaltar

### Ehemalige PfarrkircheSaint-Pierrevon Couze

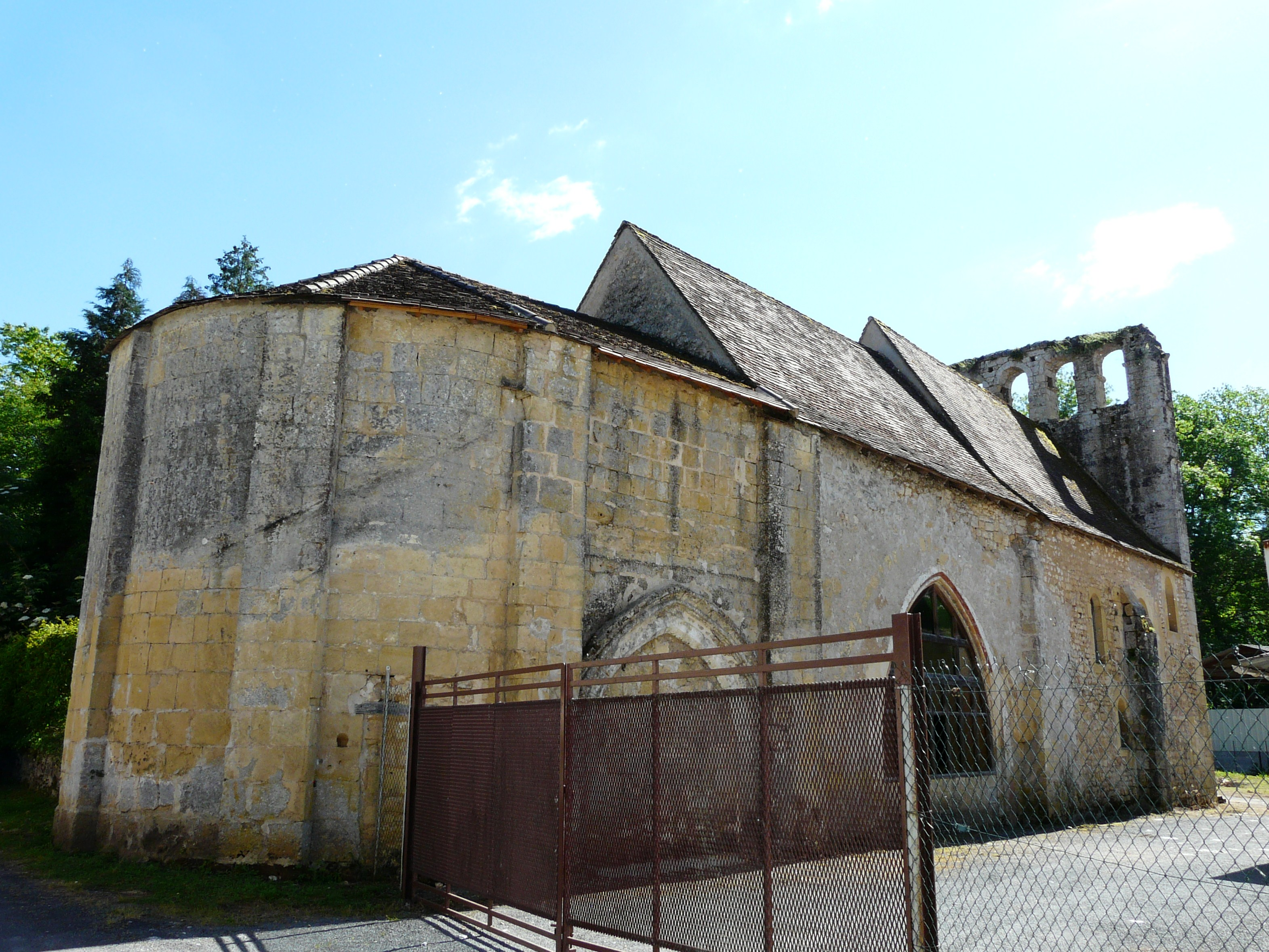
Ehemalige Pfarrkirche Saint-Pierre

Die Kirche wurde im 12. Jahrhundert errichtet und wie bei vielen ländliche Kirchen im Périgord ist vom ursprünglichen Gebäude nur der Chor und die Fassade erhalten geblieben. Zerstörungen in den Hugenottenkriegen und anschließende Neubauten haben die restlichen Elemente verändert. Das einschiffige Langhaus wurde vermutlich im 16. Jahrhundert neu gebaut. Der Glockengiebel besitzt vier Öffnungen für die Glocken. Im Inneren birgt das Gebäude drei Seitenkapellen. Die nördliche, genannt du Mondonel, könnte aus dem 13. Jahrhundert datieren. Die südliche, genannt des Jardel, besitzt ein Kreuzrippengewölbe und stammt aus dem 14. oder 15. Jahrhundert. Die dritte Kapelle, genannt de Bayac, führt zum Chor und kann ebenfalls im 13. Jahrhundert errichtet worden sein. Im Jahre 1832 wurde der Friedhof an der Südseite der Kirche verlegt. 1844 wurden Grabsteine bei Erdarbeiten auf dem Grundstück des ehemaligen Friedhofs ausgegraben. Einer befindet sich heute unter einer Bogennische an der Ostseite der Kirche. Das Gebäude wird heute nicht mehr für Gottesdienste genutzt. Sie hat nunmehr die Funktion eines Büros der Firma zur Papierherstellung Michaut Prat.

Ehemalige Pfarrkirche Saint-Pierre
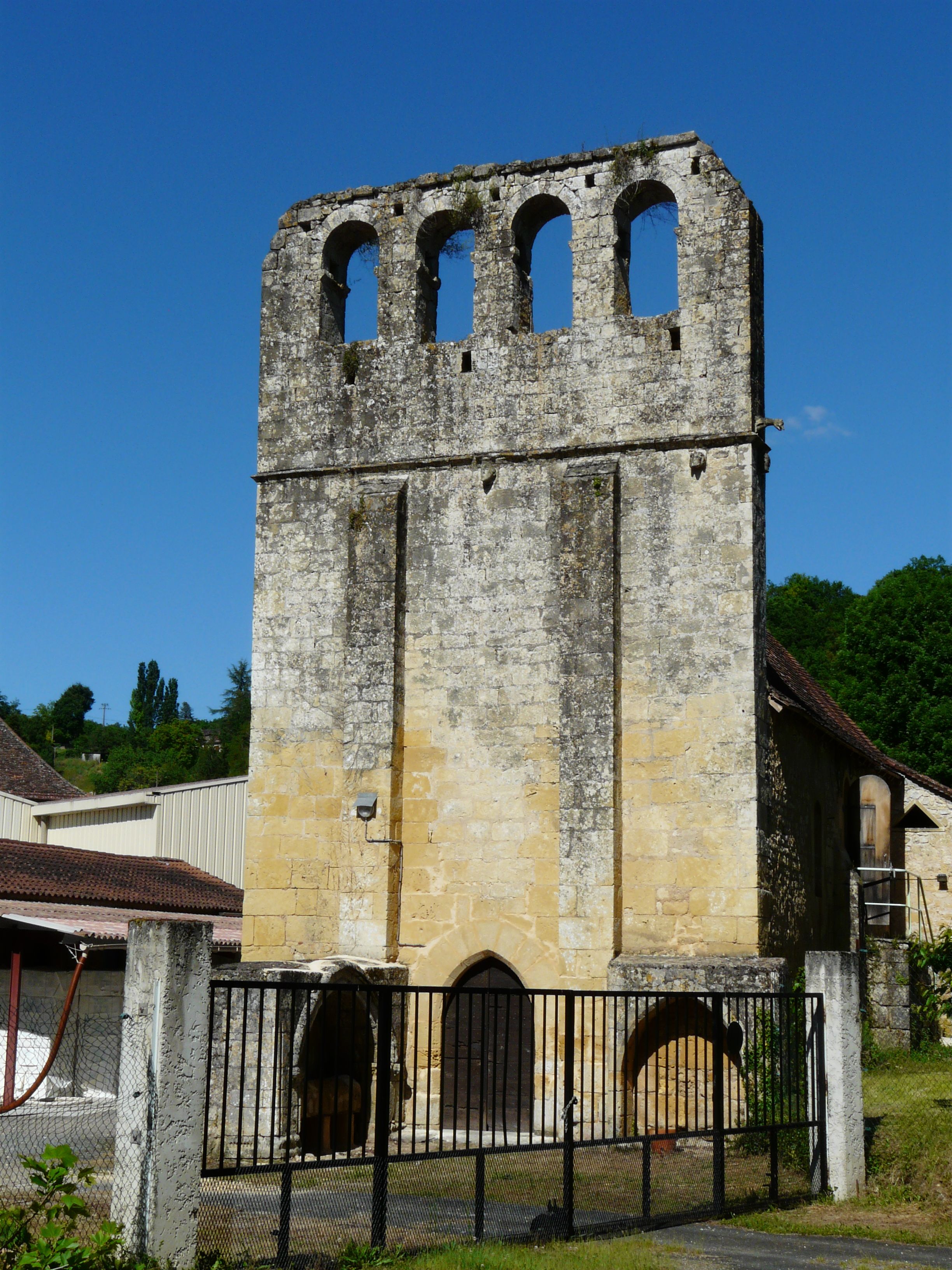
Glockengiebel
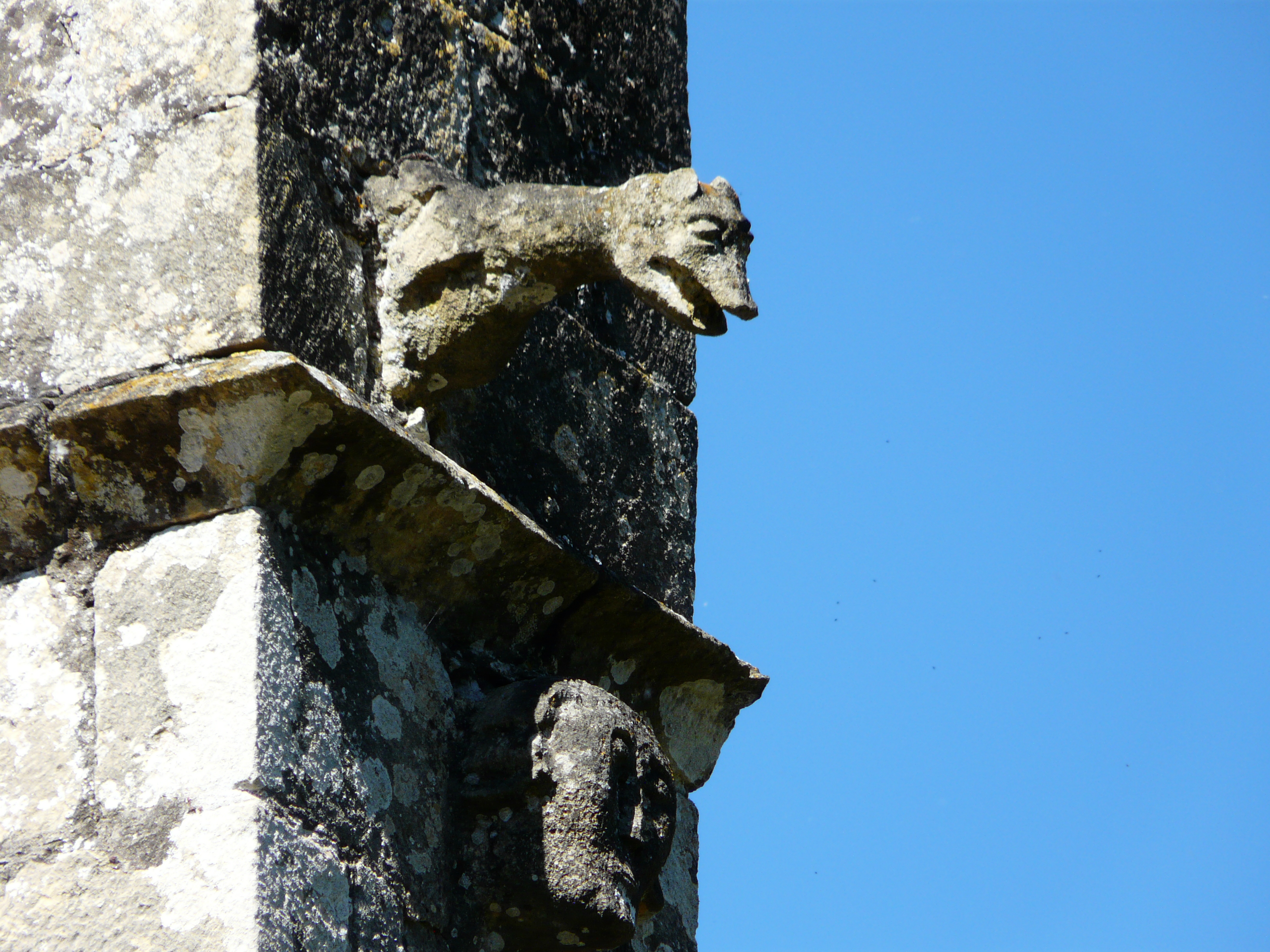
Skulpturen am Glockengiebel
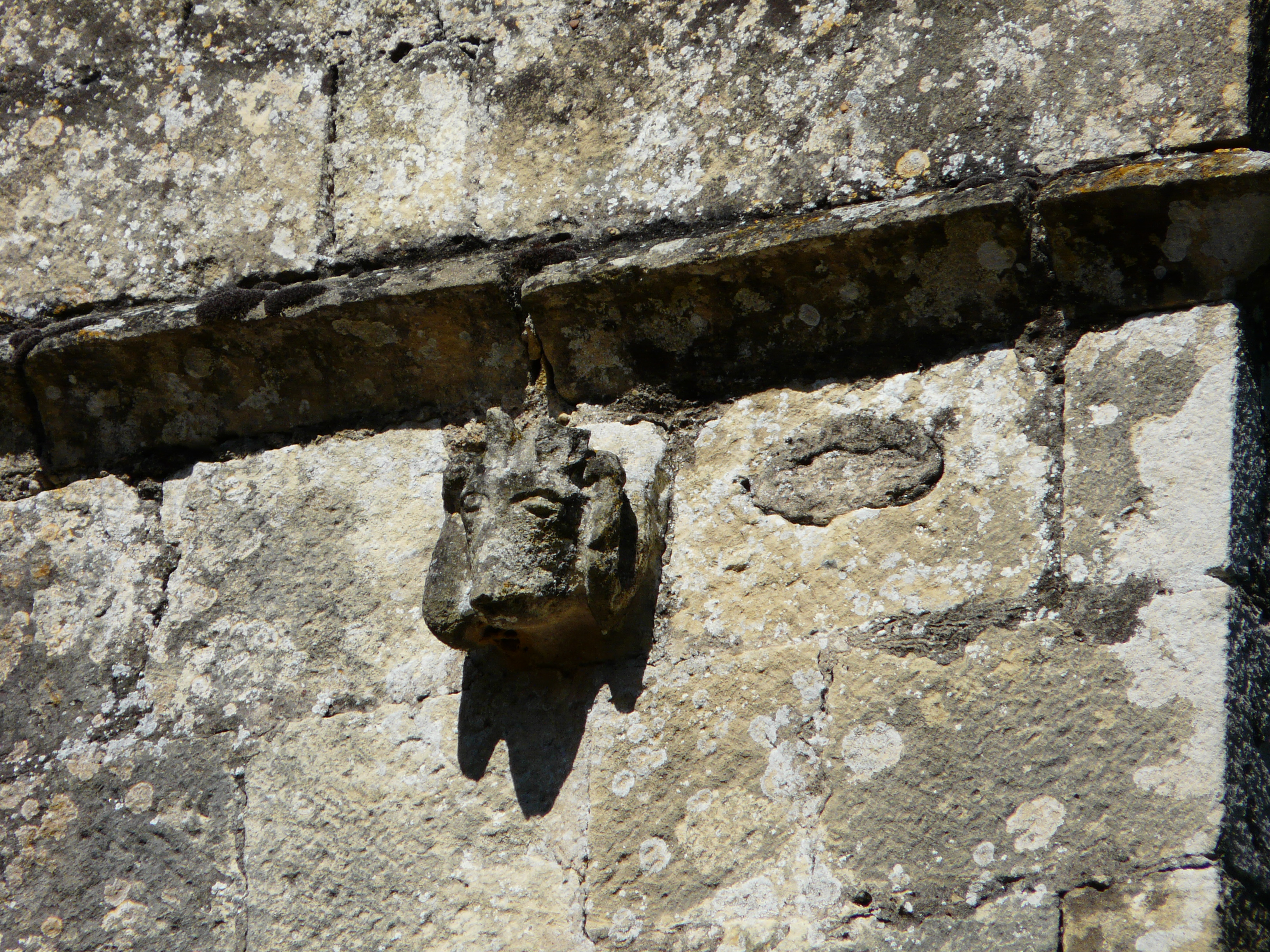
Verzierter Kragstein am Glockengiebel
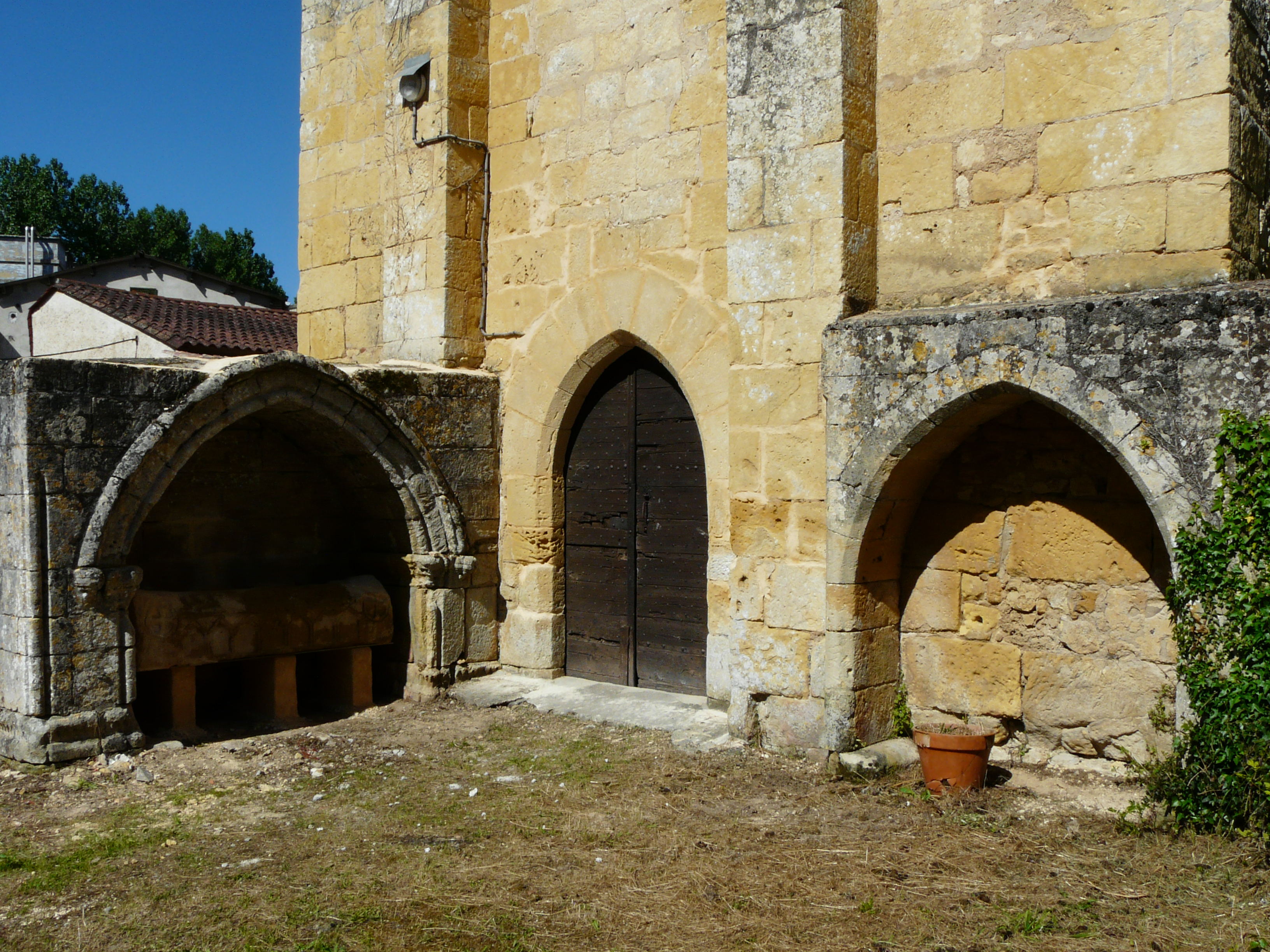
Bogennischen

### KapelleSaint-Front-de-Colubry
Der Pfarrer Audierne, Historiker des Périgord, sprach 1851, dass die Kapelle aus dem achten Jahrhundert datiert. Der Pfarrer Goustat schrieb 1883, dass ein kleines Gotteshaus bereits im achten oder elften Jahrhundert an dieser Stelle stand. Die Kapelle wurde im Laufe der Jahrhunderte mehrfach zerstört und teilweise oder vollständig wieder aufgebaut. Zwei romanische Kapitelle befinden sich auf Säulen am Eingang. Eines zeigt die Szene des Ungehorsams von Adam und Eva, das andere die Darstellung dreier Löwen. Eine Glocke im Glockengiebel stammt aus dem Jahre 1835. Die Kapelle ist seit dem 11. Mai 2015 als Monument historique eingeschrieben.

### Grotten
Die Grotte de la Cavaille und die Grotte de la Roche bergen Felsbilder aus dem Périgordien. Die Grotte de la Cavaille ist seit 2007 als Monument historique eingeschrieben.

### Ehemalige Papiermühlen
Viele ehemalige und eine heutige Papiermühle sind als Monument historique eingeschrieben:
- Mühle Rouzique. Sie wurde erstmals im Jahre 1530 erwähnt und existierte als Weizenmühle vermutlich seit dem 16. Jahrhundert. Im 18. Jahrhundert als Papiermühle umgebaut, wurde das Gebäude gegen 1865 erneuert. Sie hat die Apparatur zur Herstellung von Filterpapier erhalten, eine runde Maschine, drei Papierholländer, Becken und drei Wasserräder, eine mit Schaufeln aus Eisen, eine mit Schaufeln aus Holz. Diese Mühle ist seit dem 5. Dezember 1989 als Monument historique eingeschrieben. Heute ist in dem Gebäude ein Écono-musée für Papier eingerichtet.[19][20]

Mühle Rouzique
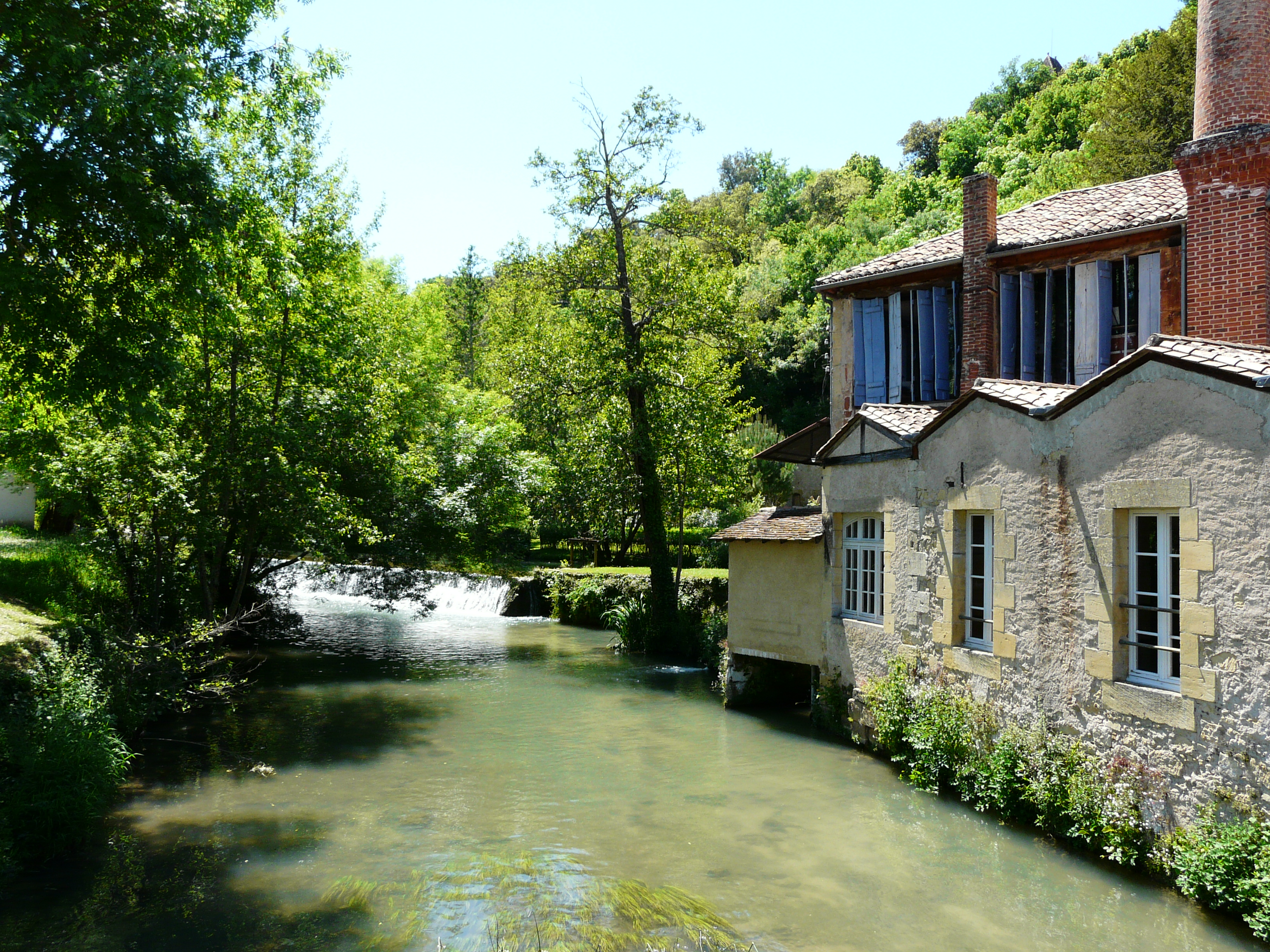
Blick flussaufwärts
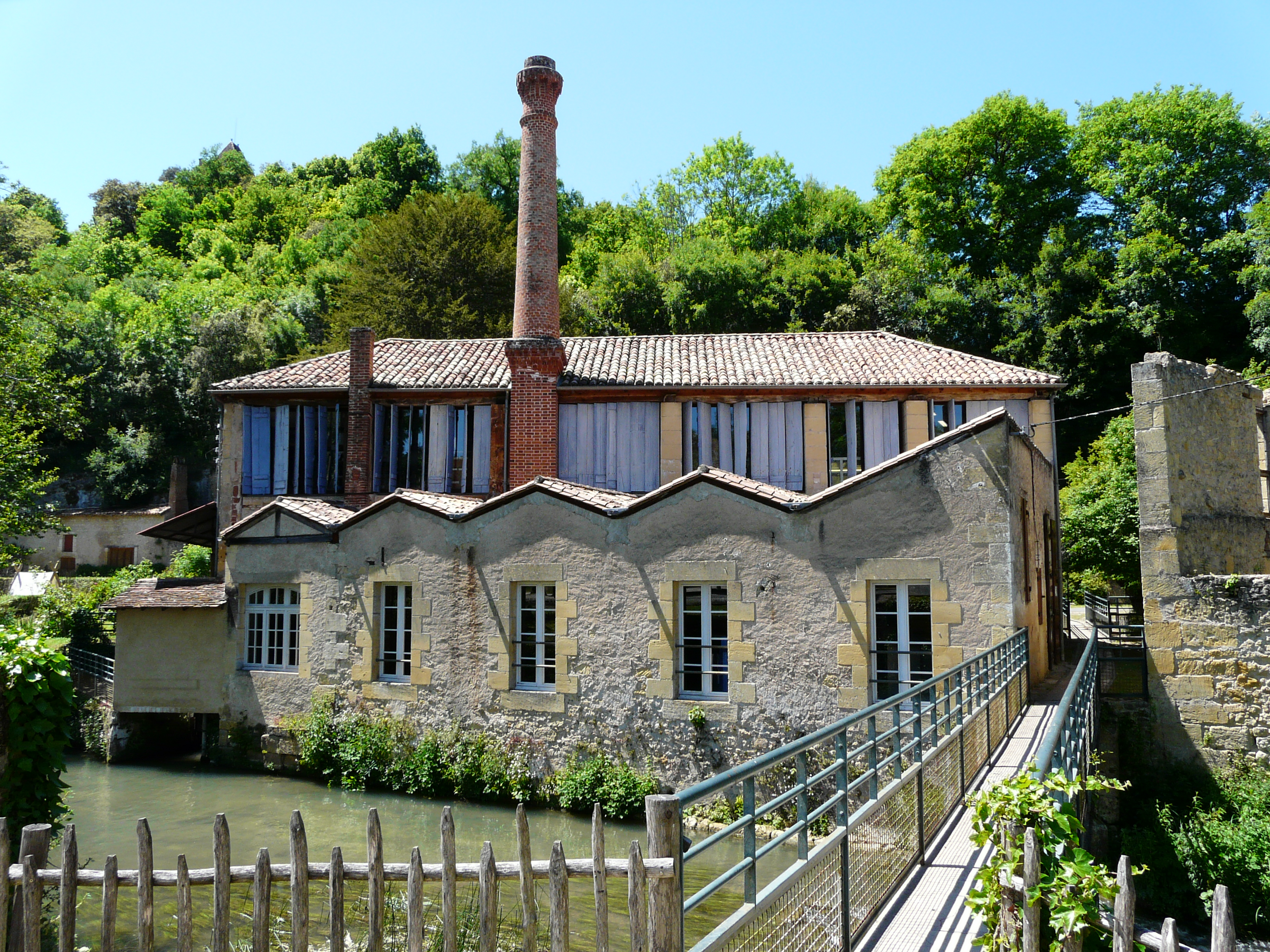
Blick auf die Ostseite
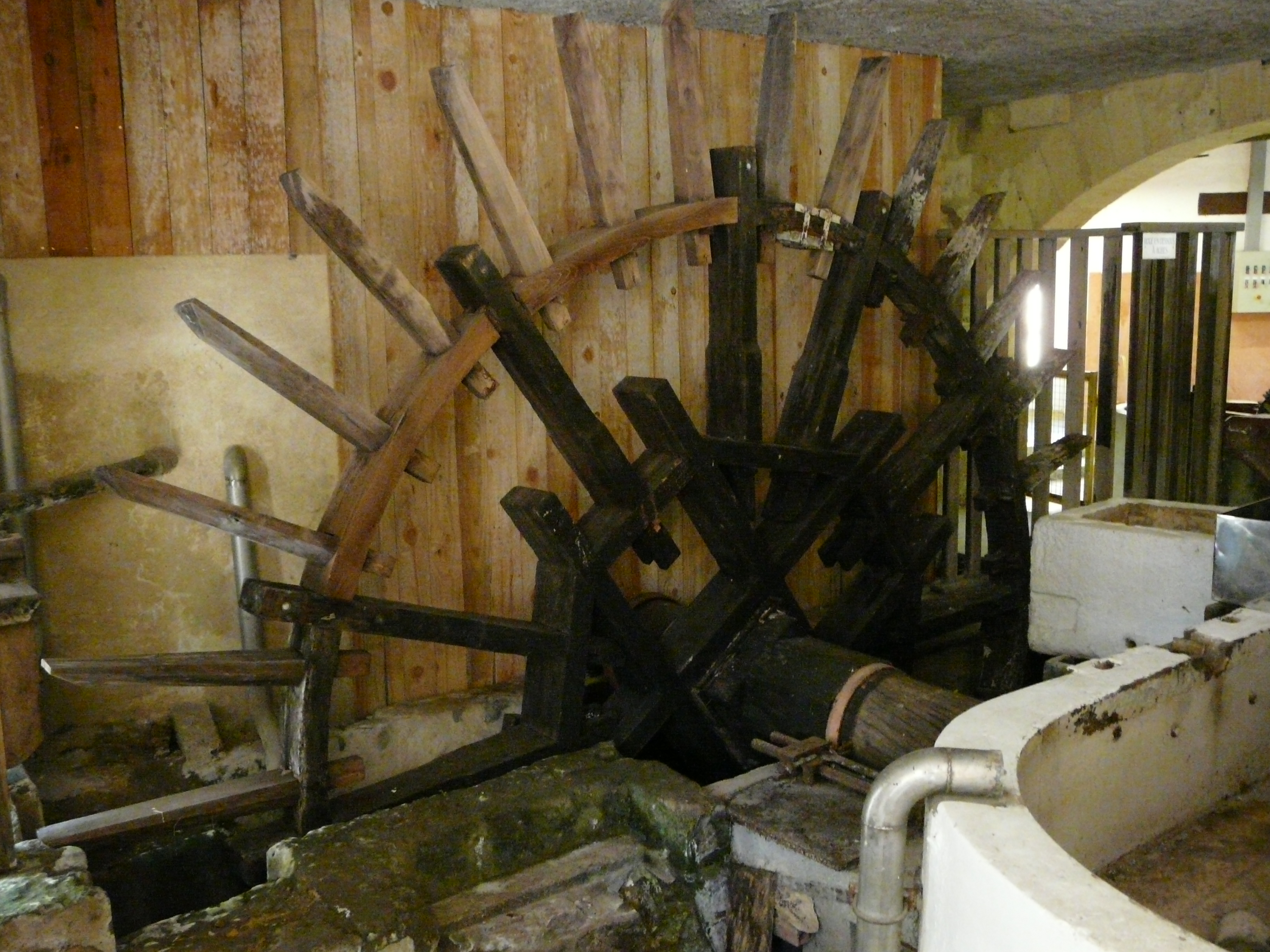
Ehemaliges Schaufelrad
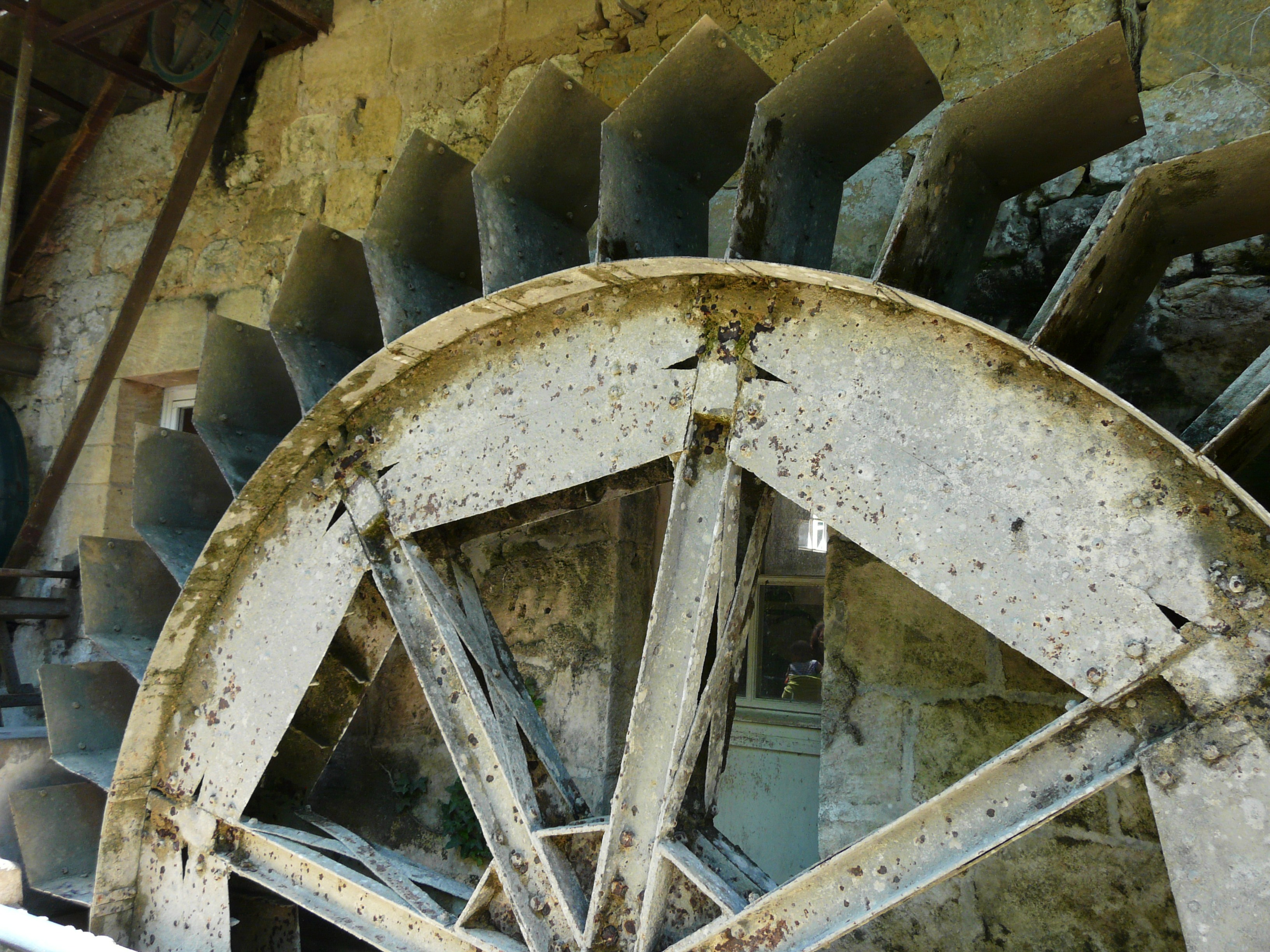
Ehemaliges Schaufelrad
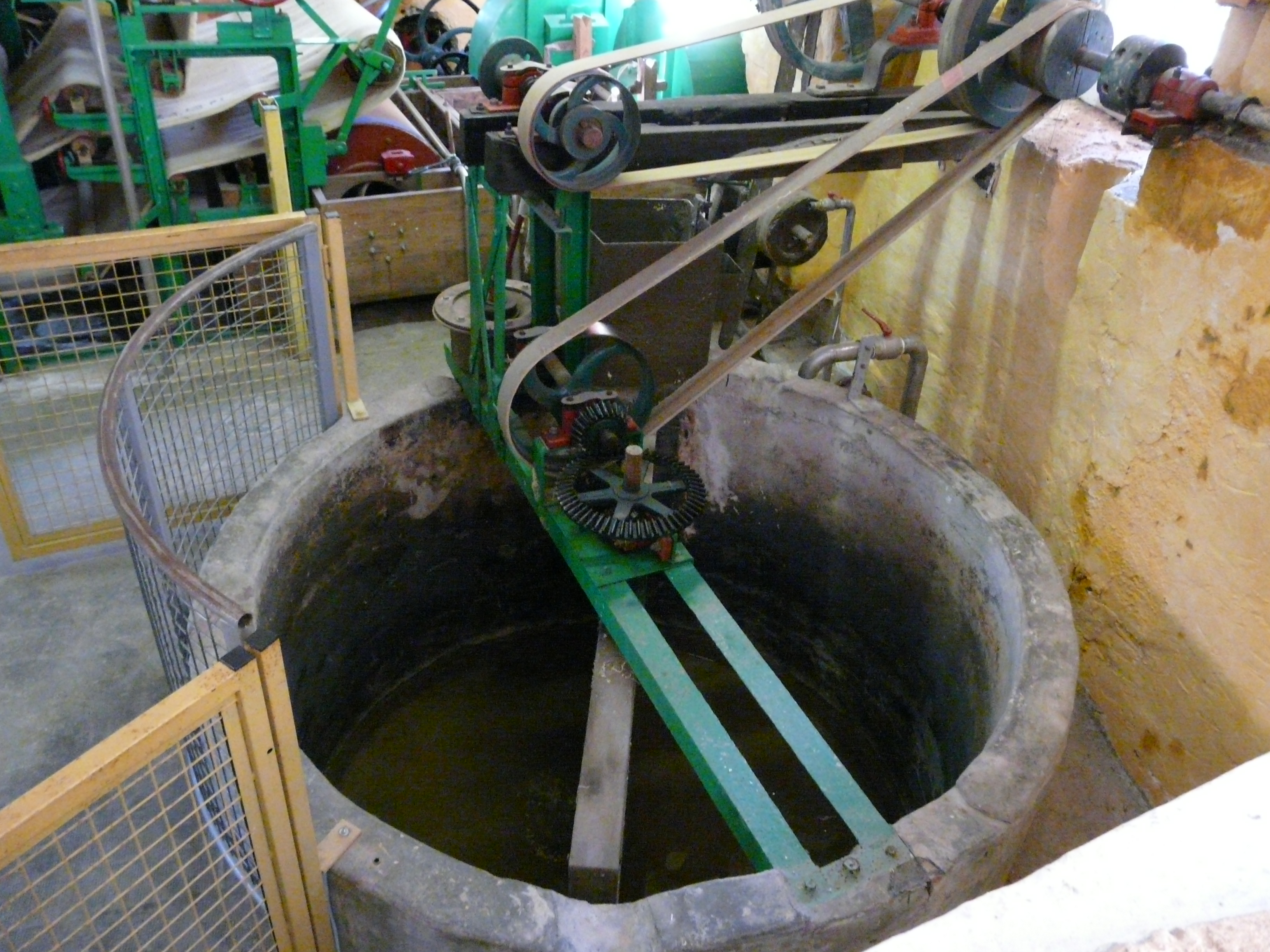
Bütte
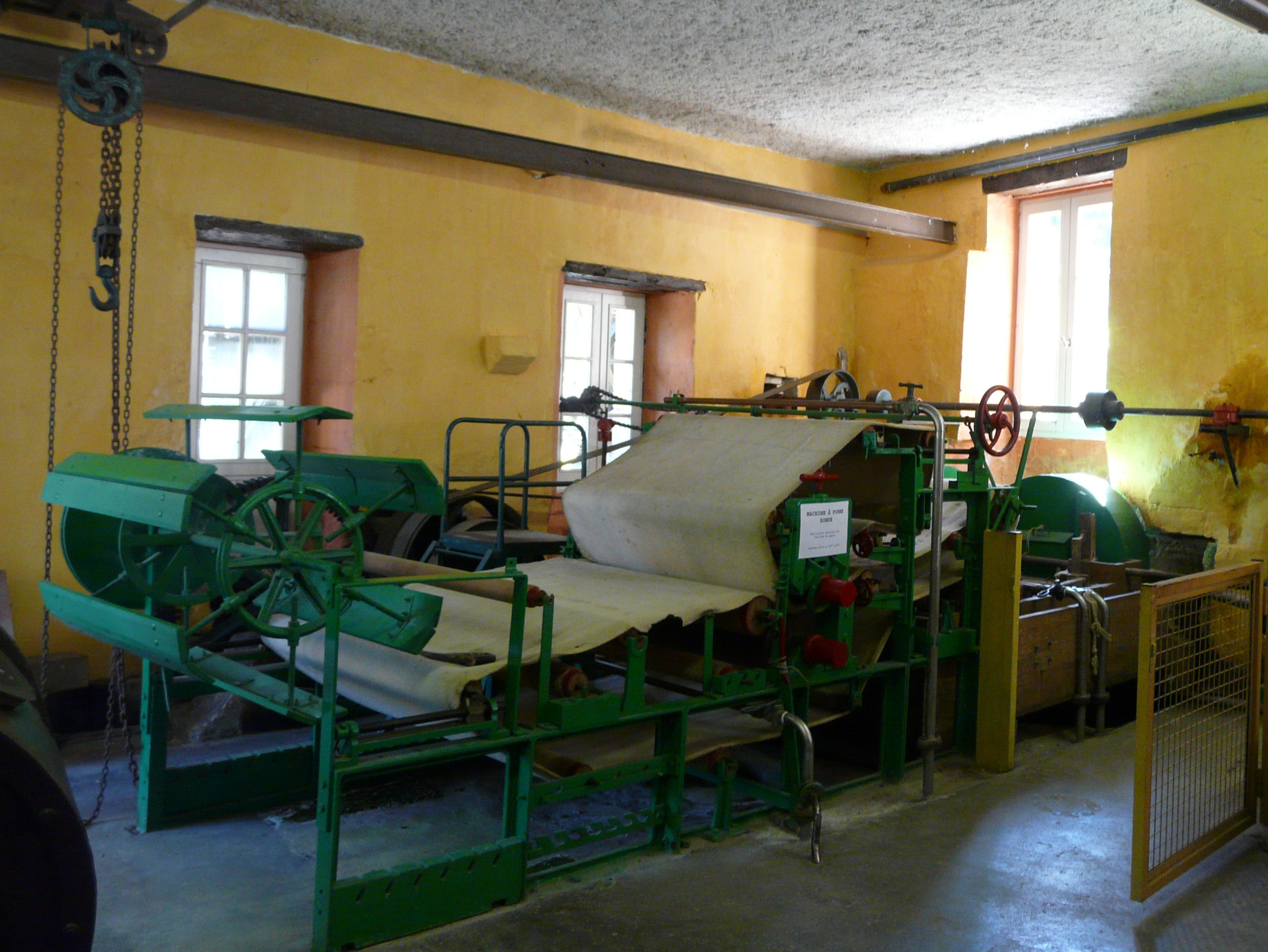
Maschine in Rundform
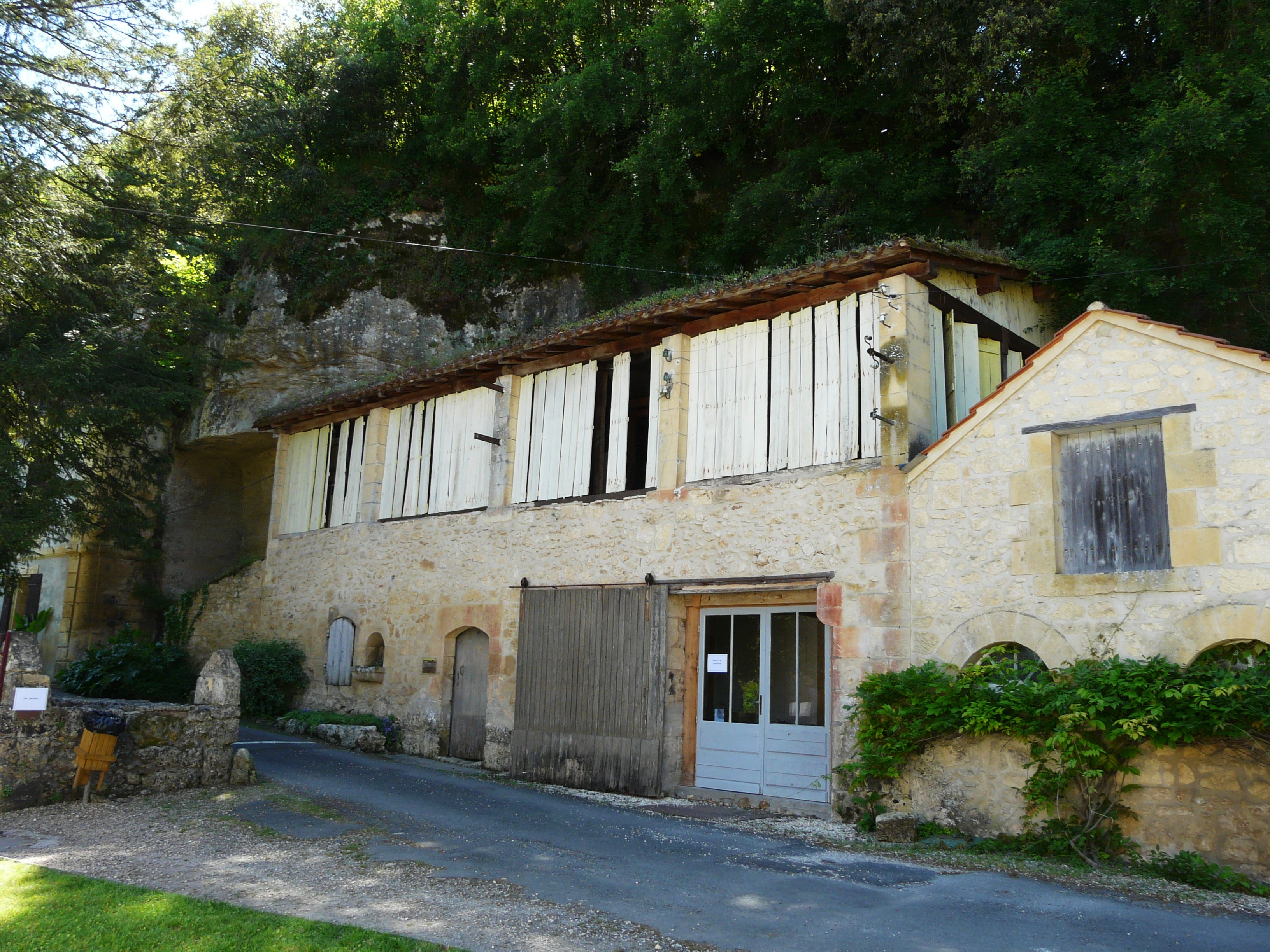
Trockenraum

- Mühle Guillandoux. Sie wurde im 19. Jahrhundert gebaut und während dieses Jahrhunderts sowohl für das Mahlen von Weizen als auch zur Herstellung von Papier genutzt. Im 20. Jahrhundert wurde die Weizenmühle an die Mühle de la Rouzique angeschlossen und anschließend als Trockenraum verwendet. Diese Mühle ist seit dem 4. Dezember 1989 als Monument historique eingeschrieben.[19][21]

- Mühlen Merle und Sous le Roc. Ihr gemeinsames Gebäude ist zweifellos das älteste seiner Art in Couze. Es existiert vermutlich seit dem 16. Jahrhundert mit zwei Weizenmühlen, und sein Grundriss wurde seit 1750 nicht mehr verändert. Im 18. Jahrhundert wurden die im Erdgeschoss des zweigeschossigen Baus befindlichen Mühlen als Papiermühlen umgebaut. Diese sind seit dem 4. Dezember 1989 als Monument historique eingeschrieben.[19][22][23]

- Mühle Larroque. Sie ist eine der letzten noch in Betrieb befindlichen Papiermühlen. Auch wenn der elektrische Antrieb durch einen hydraulischen ersetzt worden ist, so hat die Herstellung des Papiers ihren handwerklichen Charakter bewahrt. Diese Mühle ist seit dem 29. November 2013 als Monument historique eingeschrieben.[24]

- Haus der Vorarbeiter (Maison des contremaîtres). Es datiert aus dem 19. Jahrhundert und ist seit dem 5. Dezember 1989 als Monument historique eingeschrieben.[19][25]

- Haus Jardel. An seiner Stelle gab es bereits im 16. Jahrhundert diverse Gebäude. Das Haus Jardel selbst ist im 19. Jahrhundert erbaut worden und seit dem 5. Dezember 1989 als Monument historique eingeschrieben.[19][26]

- Haus, genannt Face au manoir. Auch dieses zweistöckige Haus stammt aus dem 19. Jahrhundert und ist seit dem 5. Dezember 1989 als Monument historique eingeschrieben.[19][27]

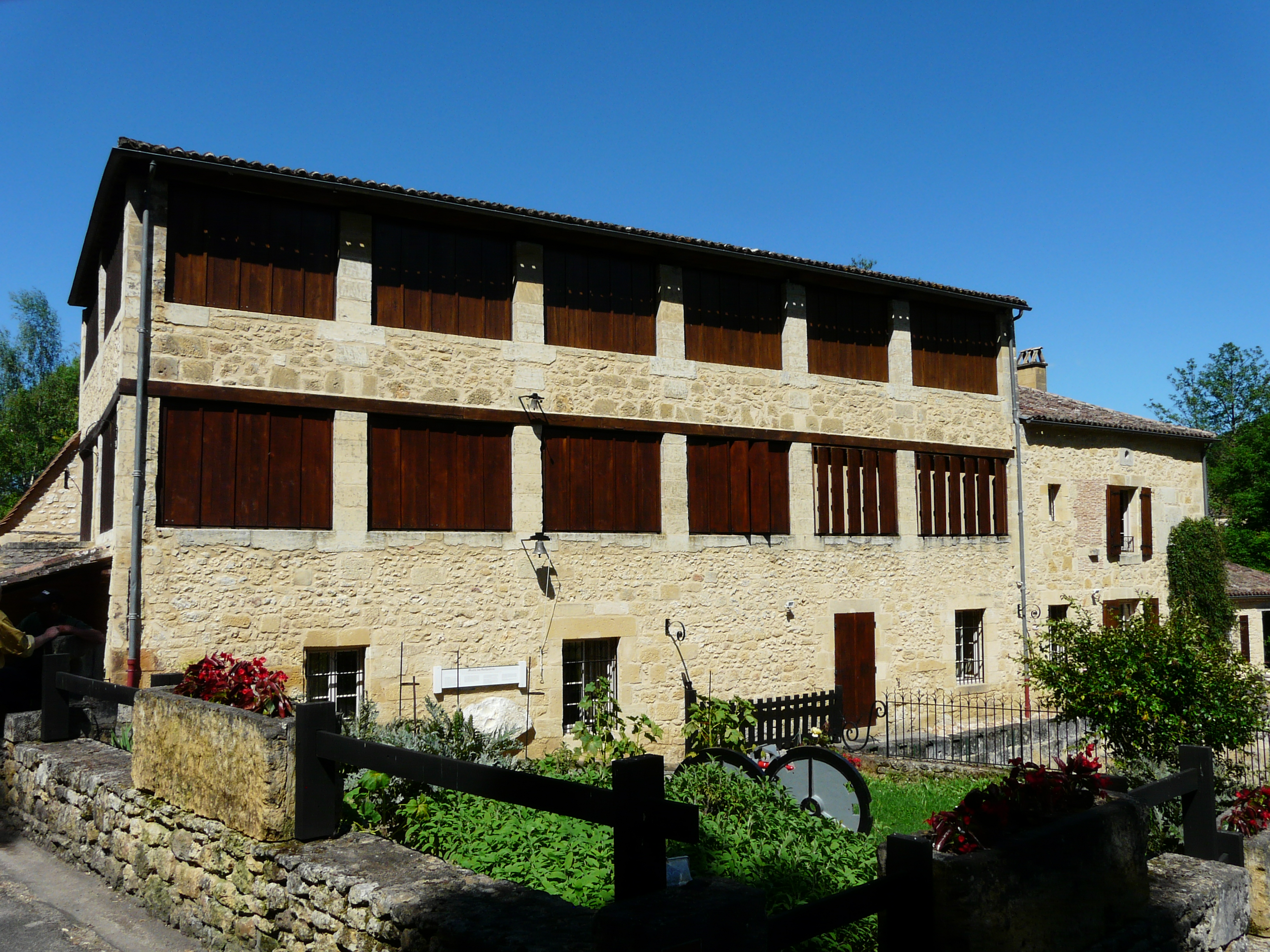
Mühle Guillandoux
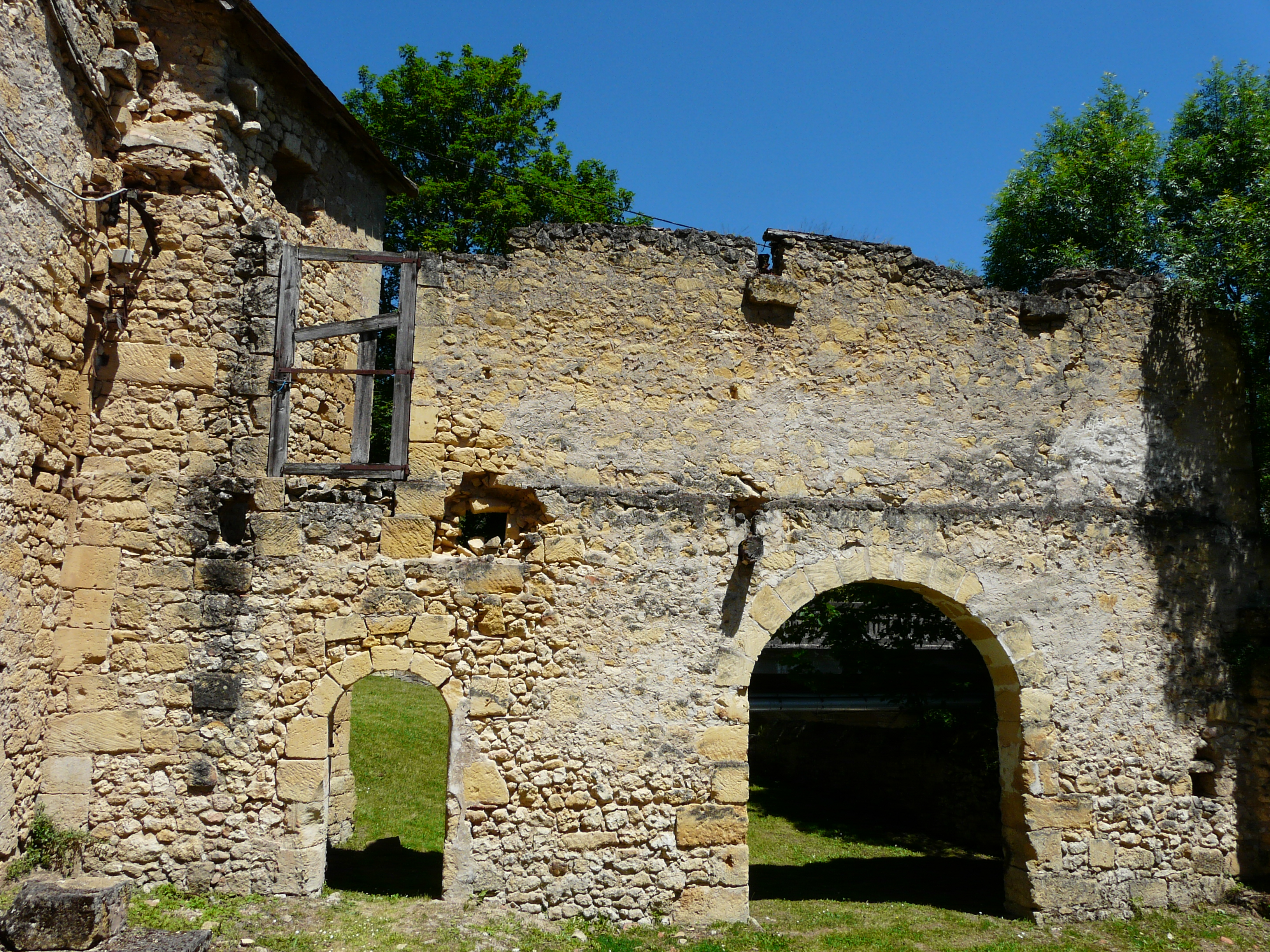
Ruinen der Mühle Merle
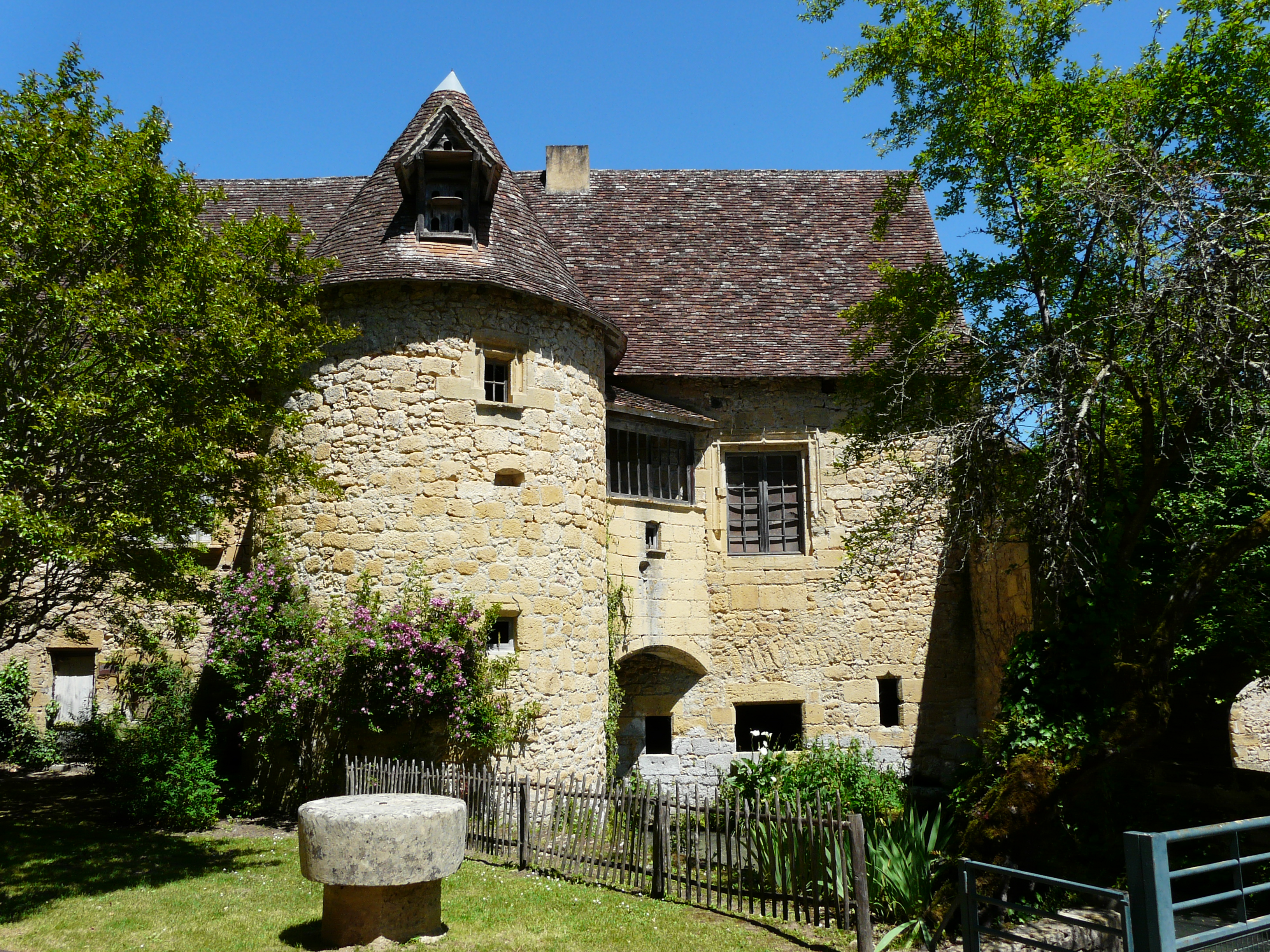
Mühle Sous le Roc
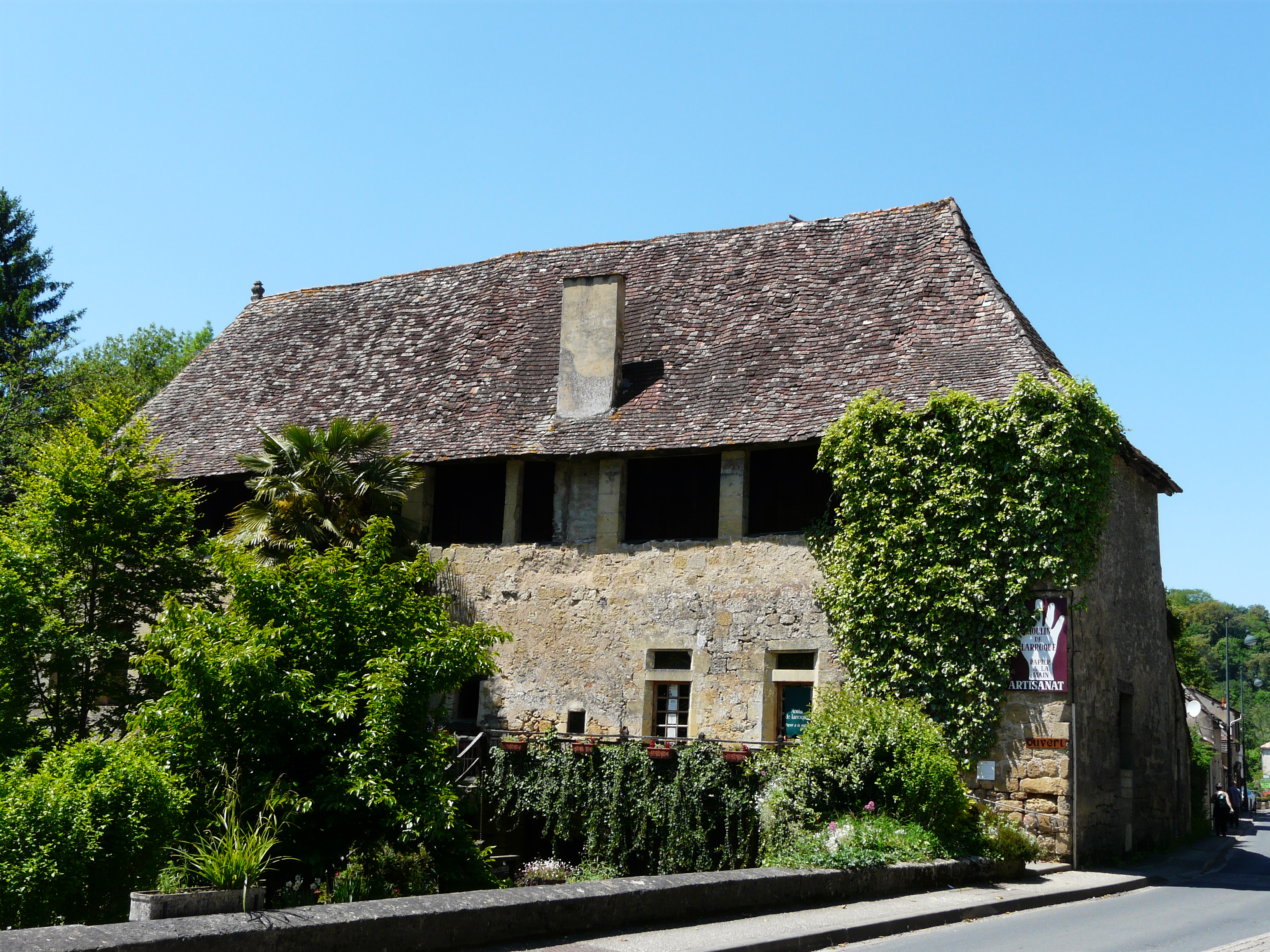
Mühle Larroque
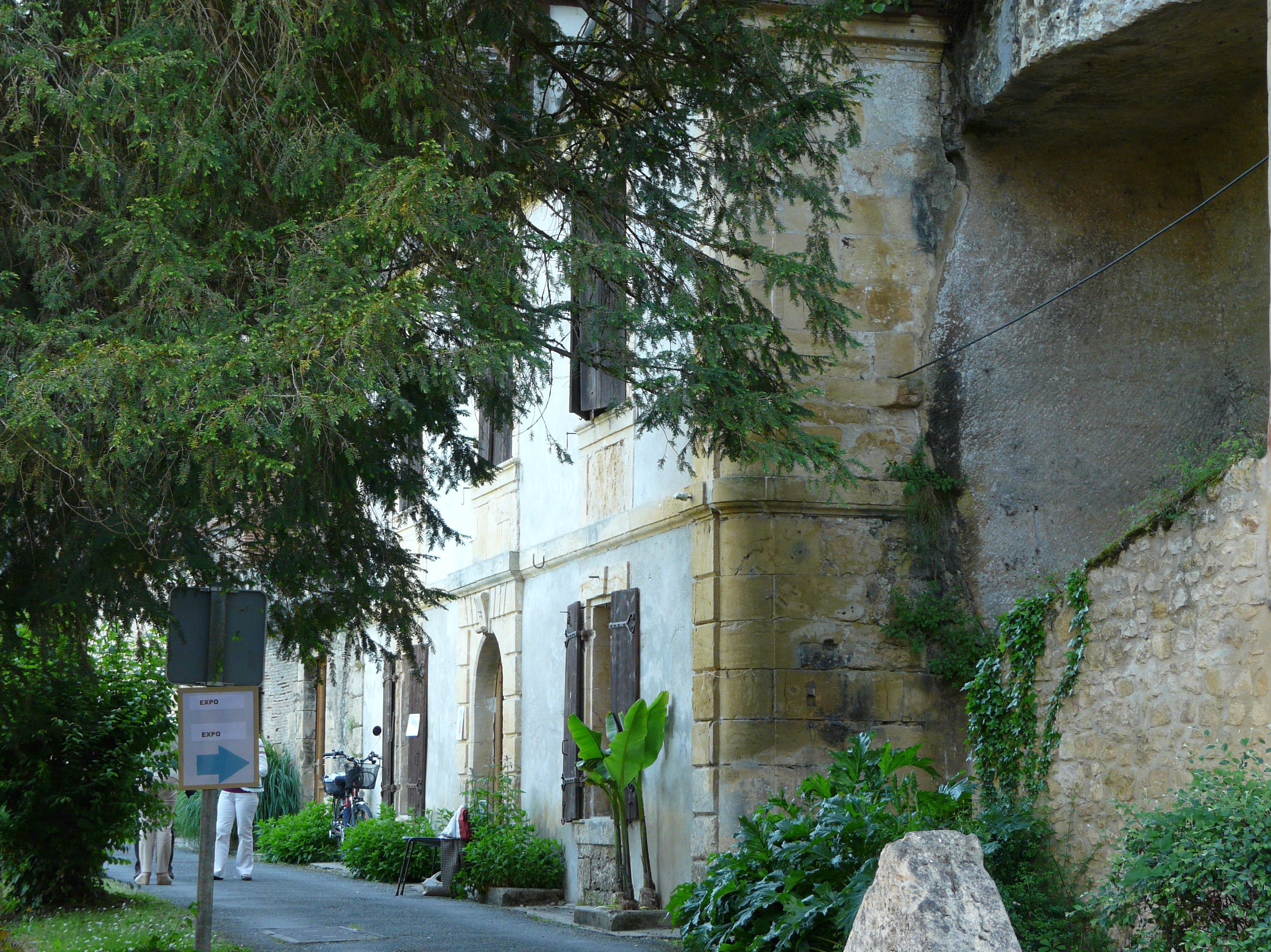
Haus Jardel

### Naturschutzgebiete
Ein Teil des Gebiets von Mauzac-et-Grand-Castang am Dordogne-Ufer und an den kalksteinigen Anhöhen gehören zu den Naturschutzgebieten „Dordogne“ und „Coteaux calcaires de la vallée de la Dordogne“ im Rahmen der Natura 2000.

## Wirtschaft und Infrastruktur
Die Papierherstellung ist auch heute noch einer der wichtigsten Wirtschaftsfaktoren der Gemeinde.

### Bildung
Die Gemeinde verfügt über eine öffentliche Vor- und Grundschule mit 91 Schülerinnen und Schülern im Schuljahr 2018/2019.

### Sport und Freizeit
- Der Fernwanderweg GR 6 von Sainte-Foy-la-Grande (Département Gironde) nach Saint-Paul-sur-Ubaye (Département Alpes-de-Haute-Provence) führt am Zentrum von Couze-et-Saint-Front vorbei.[32]

- Der Rundweg Boucle du village - Couze et Saint Front besitzt eine Länge von 2,8 km bei einem Höhenunterschied von 37 m. Er führt durch das Zentrum der Gemeinde.[33]

### Verkehr

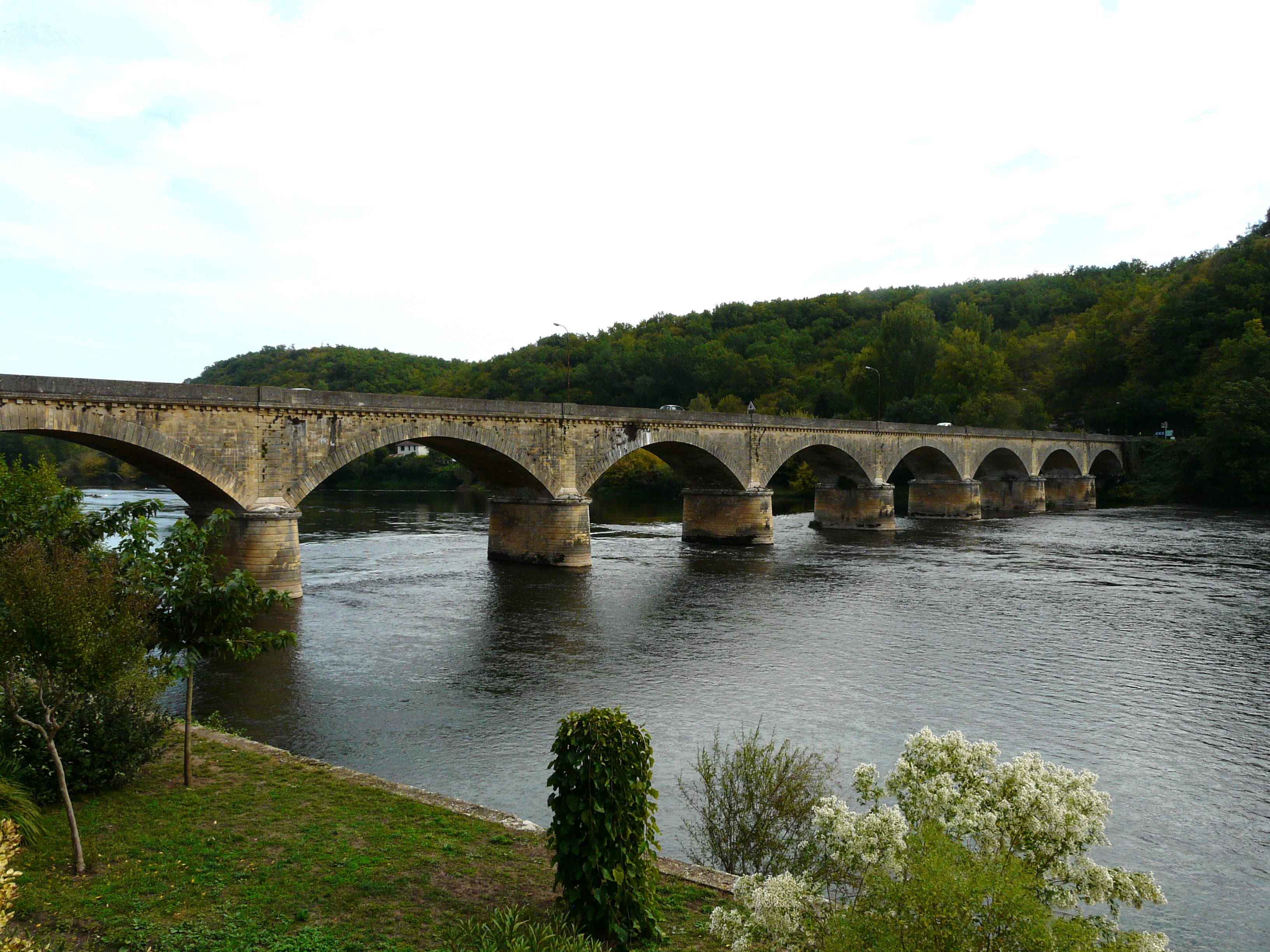
Blick von Lalinde auf die Brücke über die Dordogne

Die Route départementale 660, die ehemalige Route nationale 660, durchquert das Gebiet der Gemeinde und verbindet Couze-et-Saint-Front mit Lalinde und der Verkehrsachse Bergerac–Sarlat-la-Canéda auf dem gegenüber liegenden Ufer der Dordogne. Im Süden verläuft sie über Beaumont-du-Périgord und Monpazier bis zur Straßenkreuzung mit der ehemaligen Route nationale 111 nördlich von Luzech. Die Routes départementales 37 und 37E1 führen zu den westlichen Nachbargemeinden Lanquais und Varennes. Die Route départementale 8E4 führt über eine Brücke über die Dordogne direkt in das Zentrum der nördlichen Nachbargemeinde Lalinde. Die D29 zweigt von dieser im Gebiet von Couze-et-Saint-Front ab und bedient die östliche Nachbargemeinde Pontours.
Die Linie 26 des TER Aquitaine, einer Regionalbahn der staatlichen SNCF, bedient die Strecke von Bordeaux nach Sarlat-la-Canéda. Ein Haltepunkt namens „Couze“ befindet sich auf dem Gebiet der Gemeinde Lalinde unweit der Brücke über die Dordogne, über die die Route départementale 660 geführt wird.